# Johanna Spyri

Johanna Spyri, Foto: Johannes Ganz, etwa 1870 bis 1879

Johanna Spyri [ˈʃpiːri], gebürtig «Johanna Louise Heusser» (* 12. Juni 1827 in Hirzel, Kanton Zürich; † 7. Juli 1901 in Zürich) war eine Schweizer Schriftstellerin. Ihre Heidi-Romane gehören zu den international bekanntesten und erfolgreichsten Werken der Belletristik.

## Biografie
Spyri war das vierte von sechs Kindern des Arztes Johann Jakob Heusser und der Meta Heusser-Schweizer. Zu ihrer Familie gehörten Persönlichkeiten der Zürcher Landschaft: ihre Mutter Meta Heusser war eine Dichterin, ihr Grossvater Diethelm Schweizer-Gessner Pfarrer in Zürich, ihr älterer Bruder Jakob Christian Heusser Geologe und Mineraloge, ihre Nichte Emilie Kempin-Spyri die erste promovierte Juristin der Schweiz.
Johanna Spyri wuchs im Hirzel auf, einem Dorf im Kanton Zürich am Zimmerberg über dem Zürichsee. Im Alter von fünfzehn Jahren zog sie zu ihrer Tante nach Zürich, wo sie die Schule besuchte. Im Sommer 1844 ging sie für zwei Jahre in ein Pensionat in Yverdon, um Französisch zu lernen. Ein Jahr später kam sie zurück und wohnte bis 1852 in Hirzel. Sie unterrichtete ihre jüngeren Geschwister und half der Mutter im Haushalt.
1851 verlobte sie sich mit dem Zürcher Juristen und Redakteur Bernhard Spyri (1821–1884), der zum engsten Freundeskreis von Richard Wagner in Zürich gehörte. Die Hochzeit fand 1852 in der Kirche Wollishofen statt. Die erste Wohnung des Paares lag an der Stadelhoferstrasse 22 im «Kleinen Baumwollenhof».

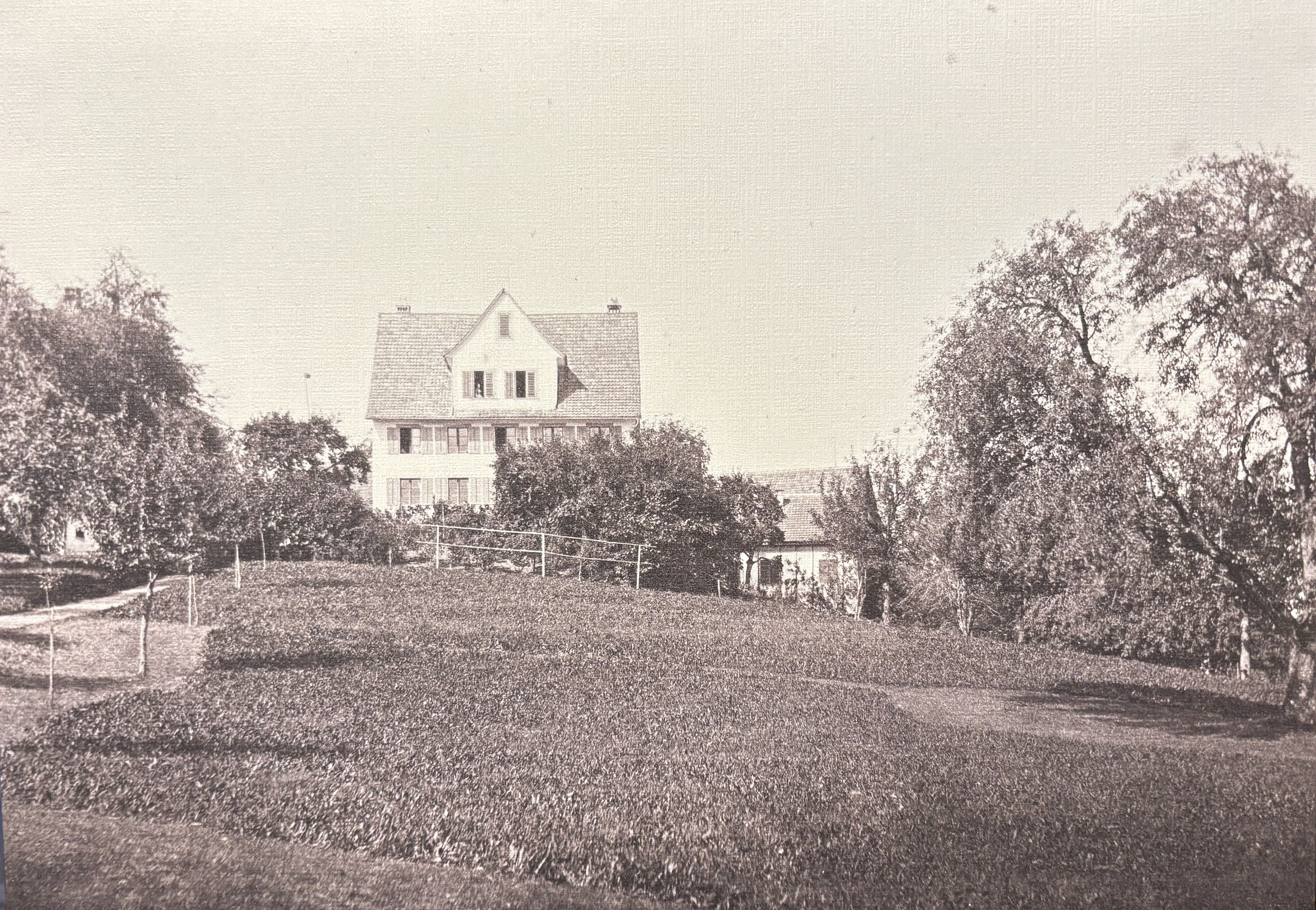
Spyris Geburtshaus
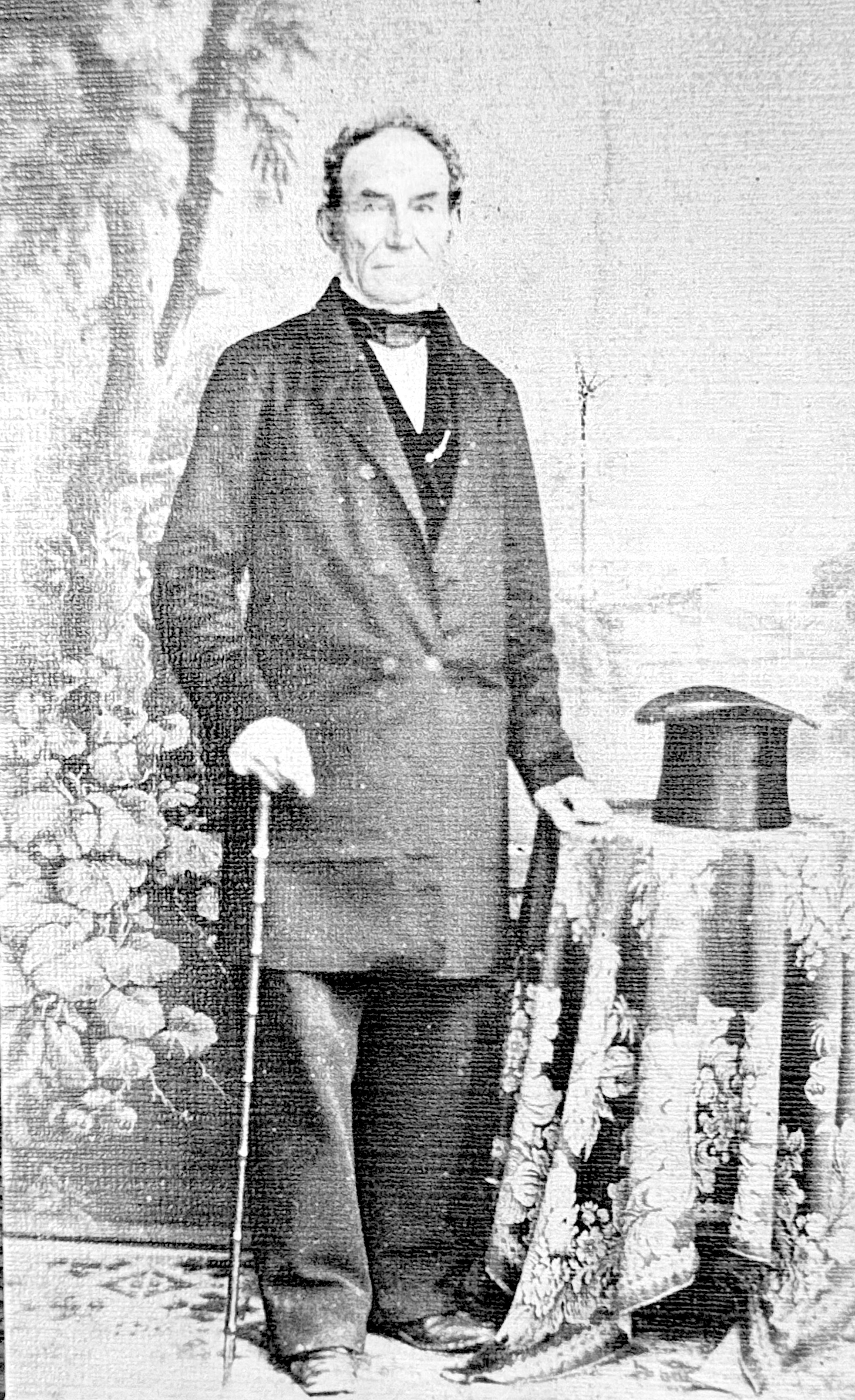
Vater Johann Jakob Heusser
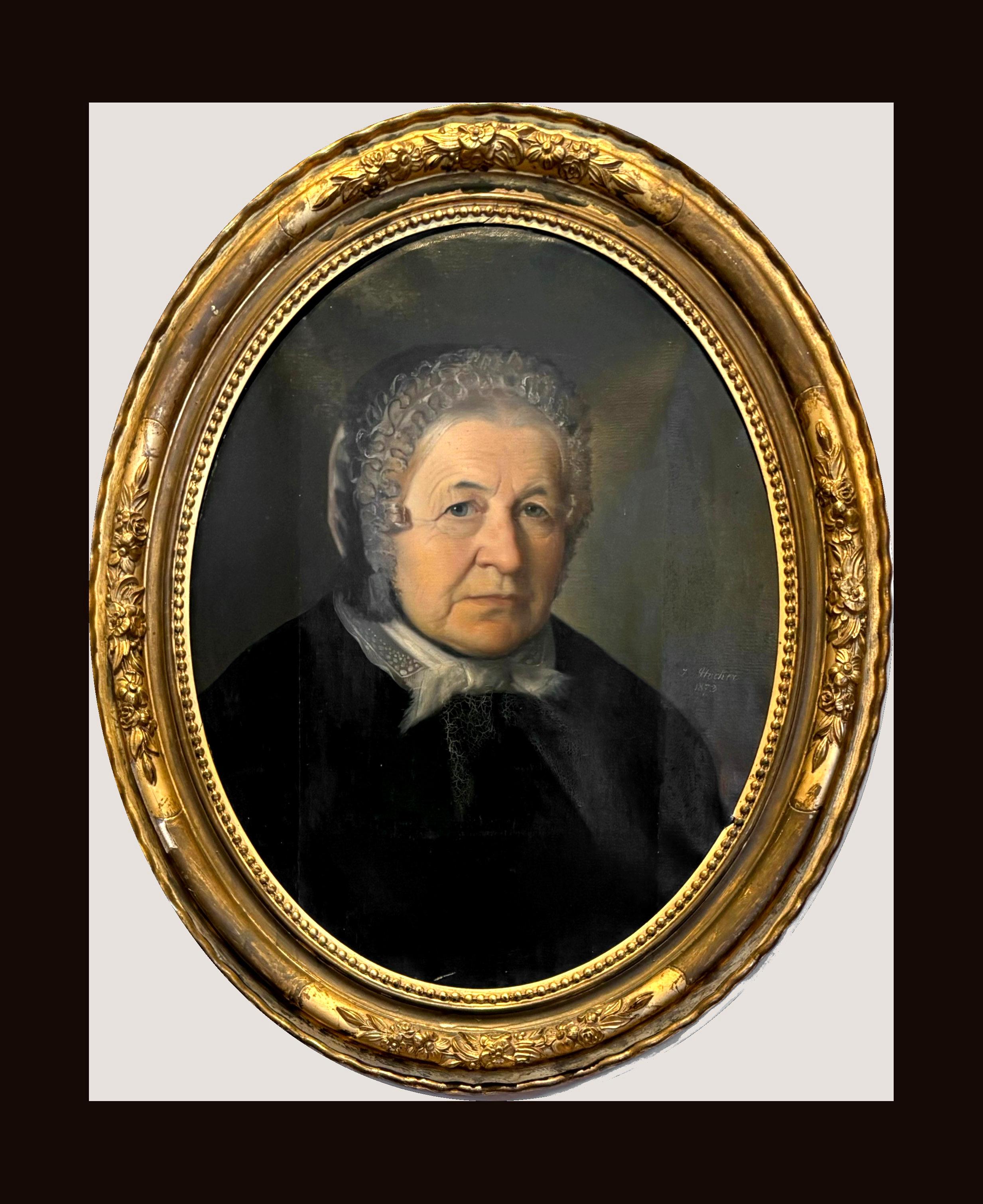
Mutter Meta Heusser-Schweizer
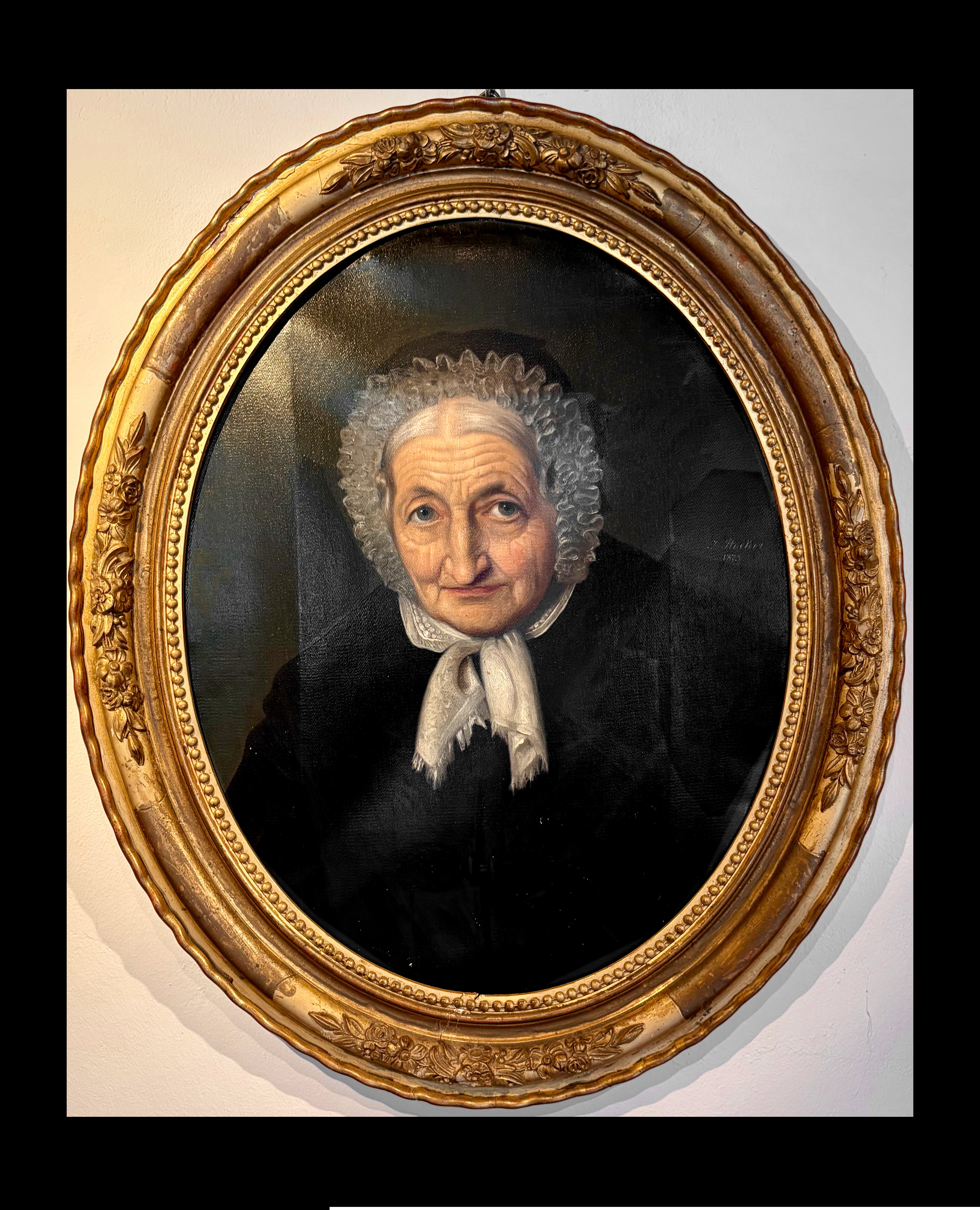
Regula Schweizer, Johannas Tante

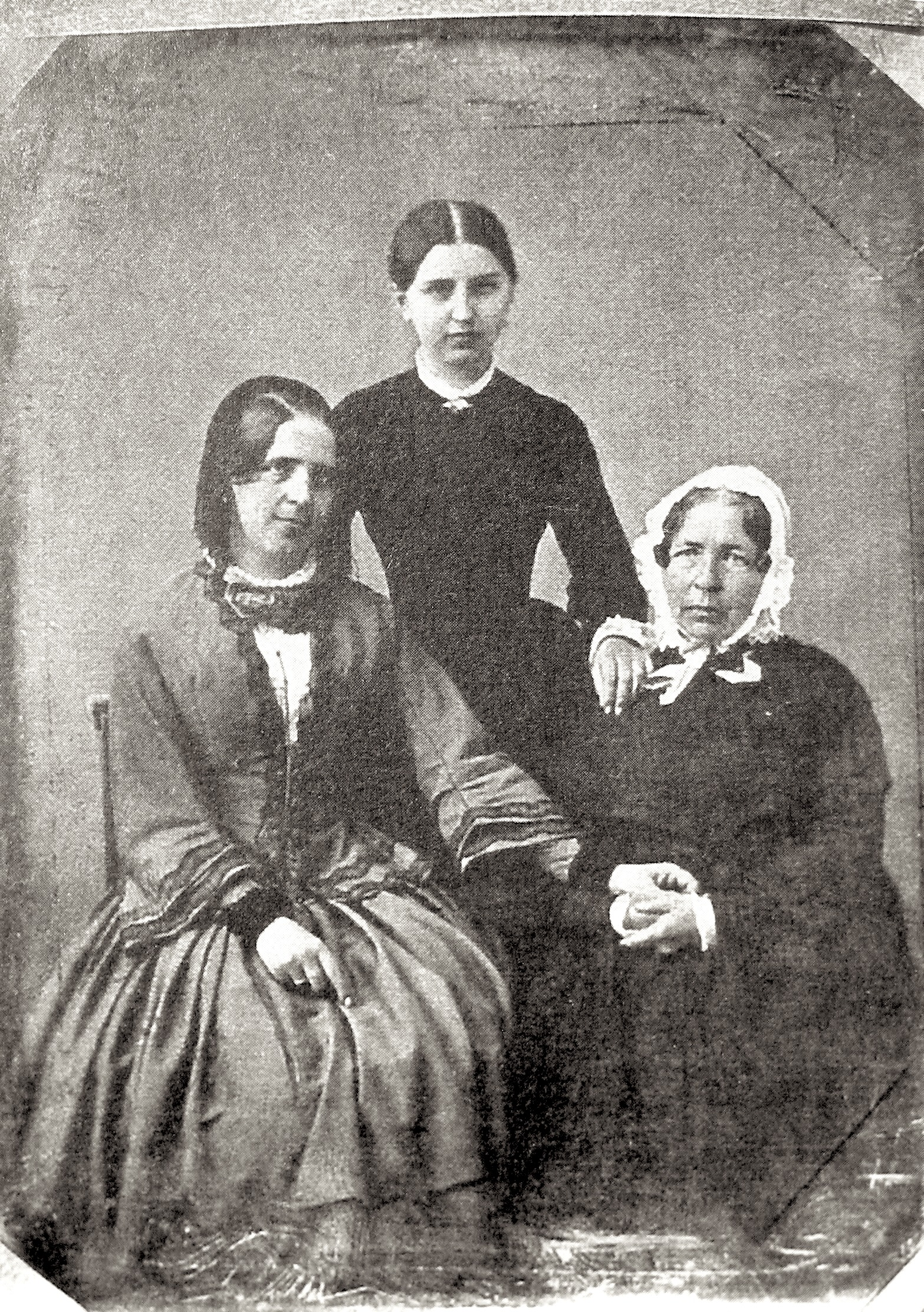
Johanna mit ihrer Mutter und der jüngeren Schwester Meta
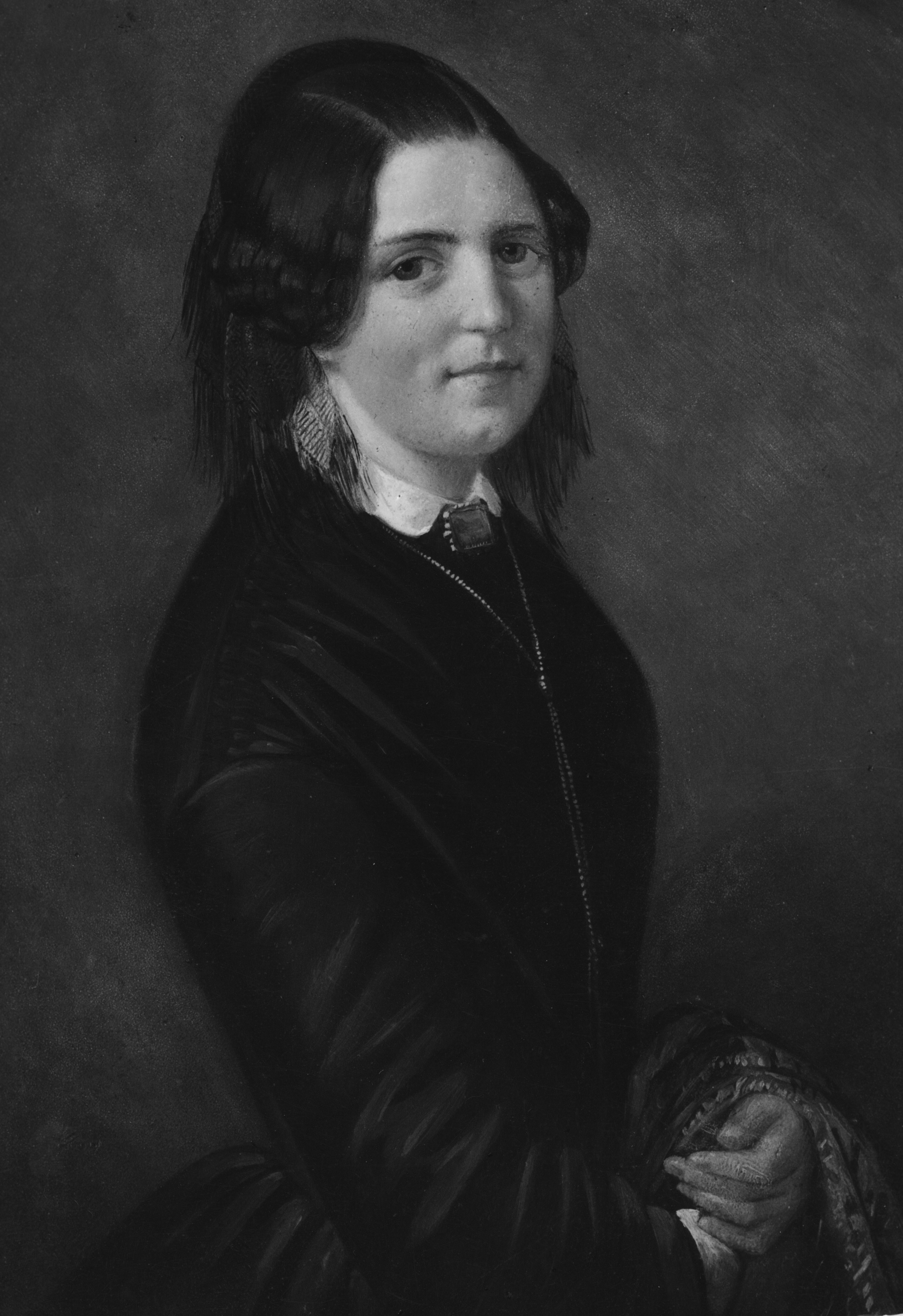
Im Alter von 21 Jahren, Gemälde ihrer Freundin Anna Susanna Fries
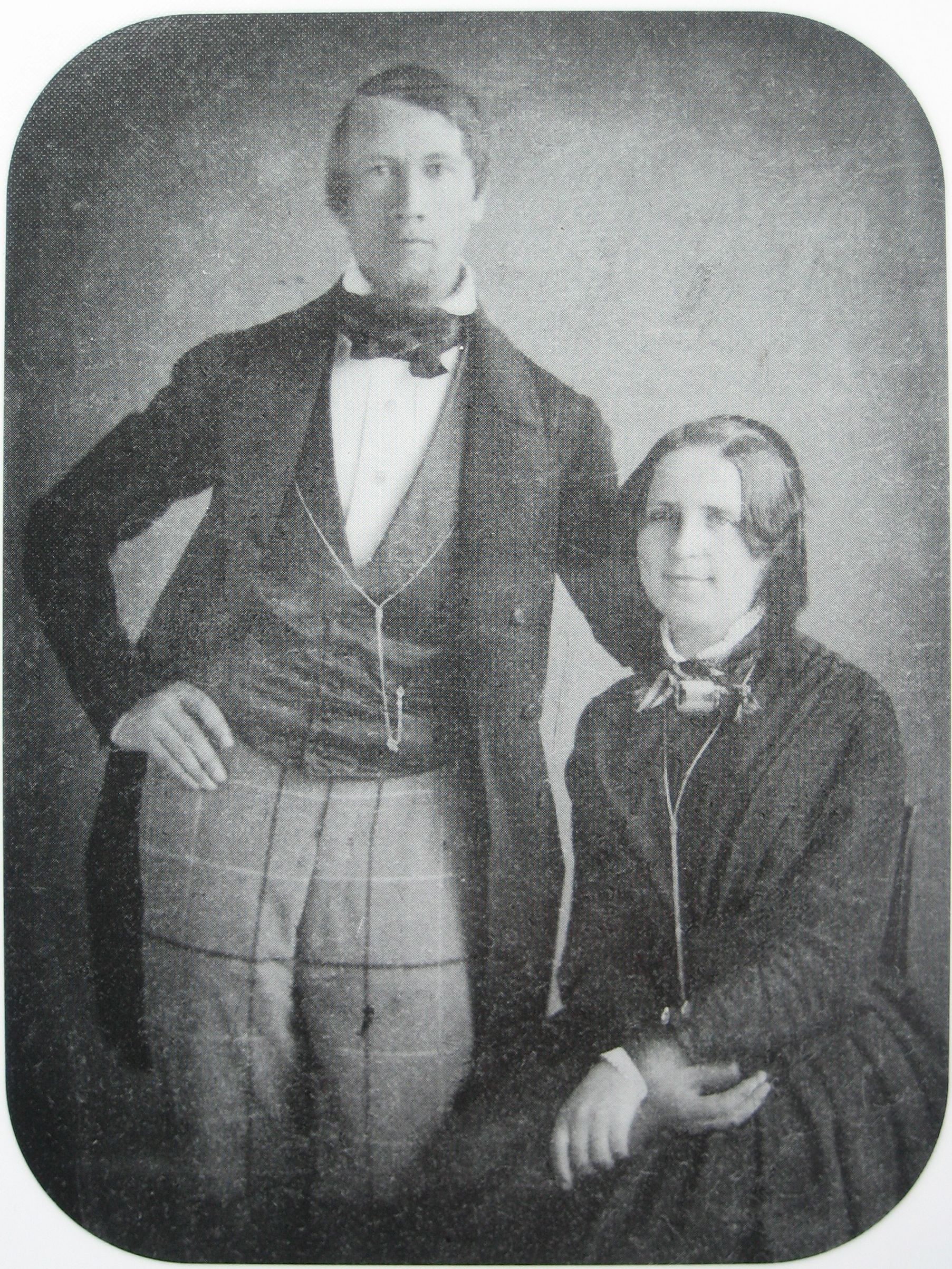
Bernhard Spyri und Johanna Heusser 1852
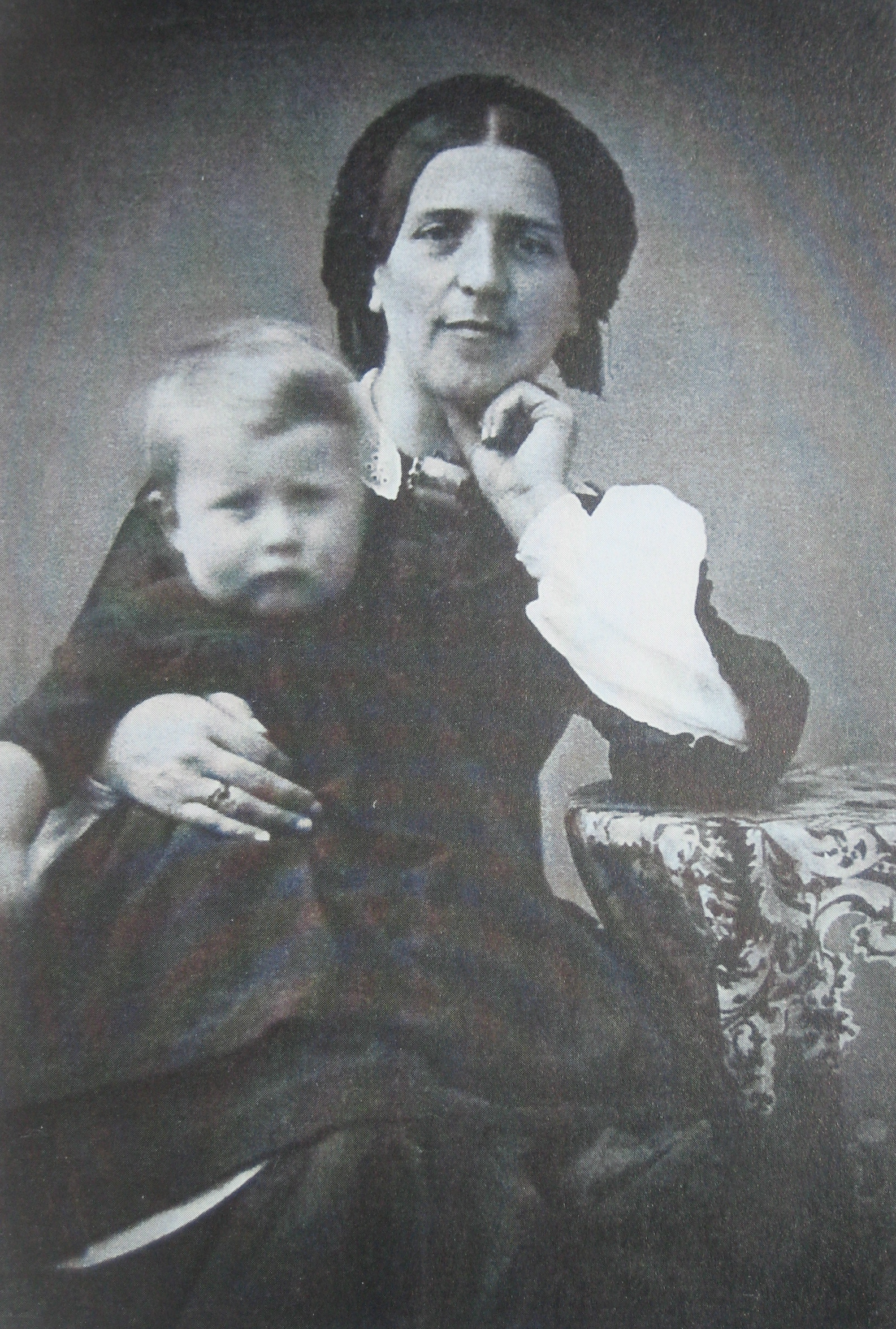
Mit Sohn Bernhard
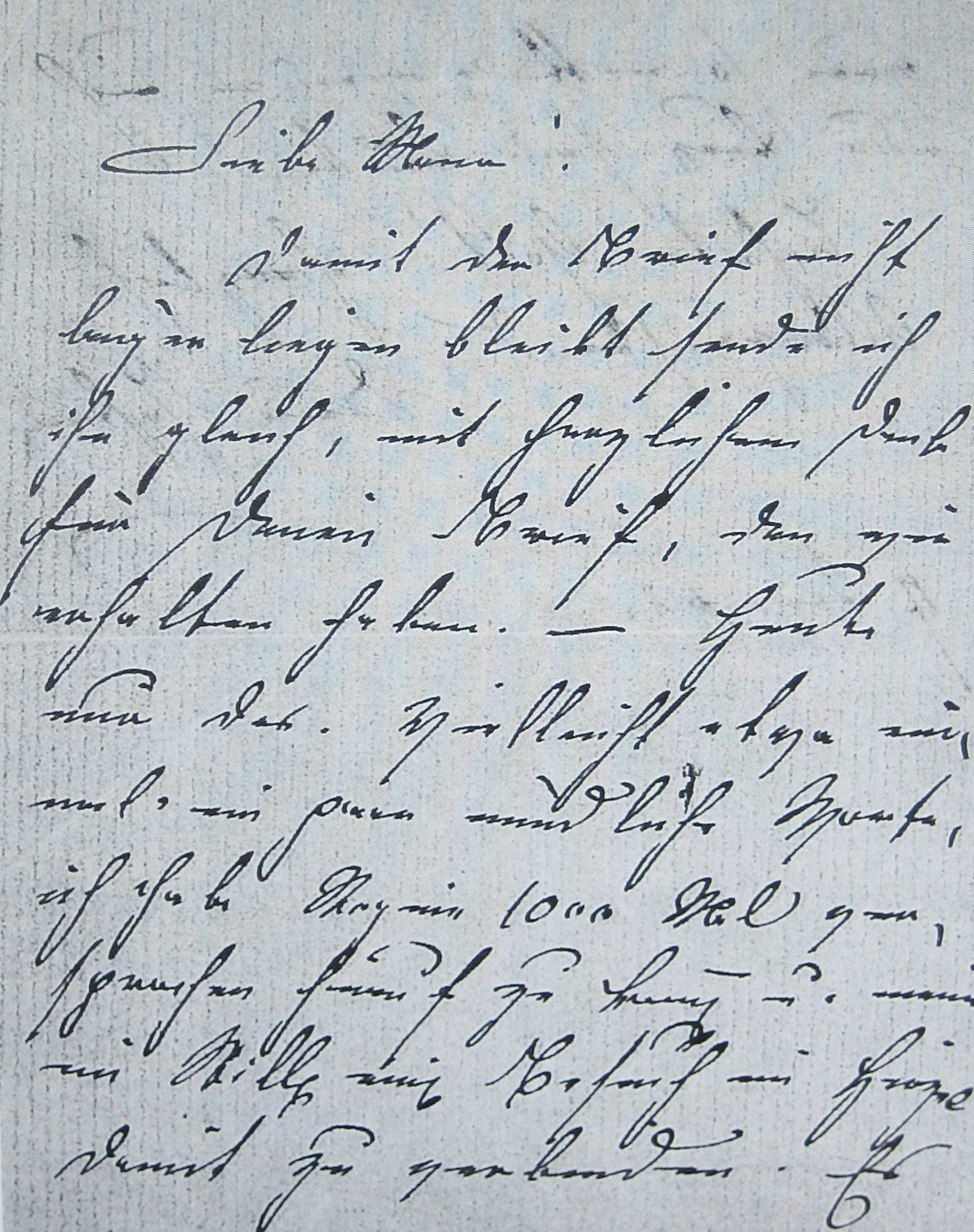
Spyris Handschrift Brief an die Mutter

1855 kam Spyris einziges Kind  zur Welt, ihr Sohn Bernhard Diethelm. Während der Schwangerschaft geriet Johanna in eine tiefe Depression, die jahrelang anhielt. Im September zog die Familie an den Hirschengraben 10 ins Haus «Zum liegenden Hirschli». Drei Jahre später erwarb Bernhard Spyri am Hirschengraben 6 das «Bremerhaus». Nach seiner Ernennung zum Stadtschreiber zog die Familie 1868 in das Stadthaus am Kratzplatz um.
Die Ehe der Spyris war nicht glücklich. Halt fand Spyri in ihrer tiefen Freundschaft mit Betsy Meyer, der Schwester von Conrad Ferdinand Meyer.

### Erste Wohnorte

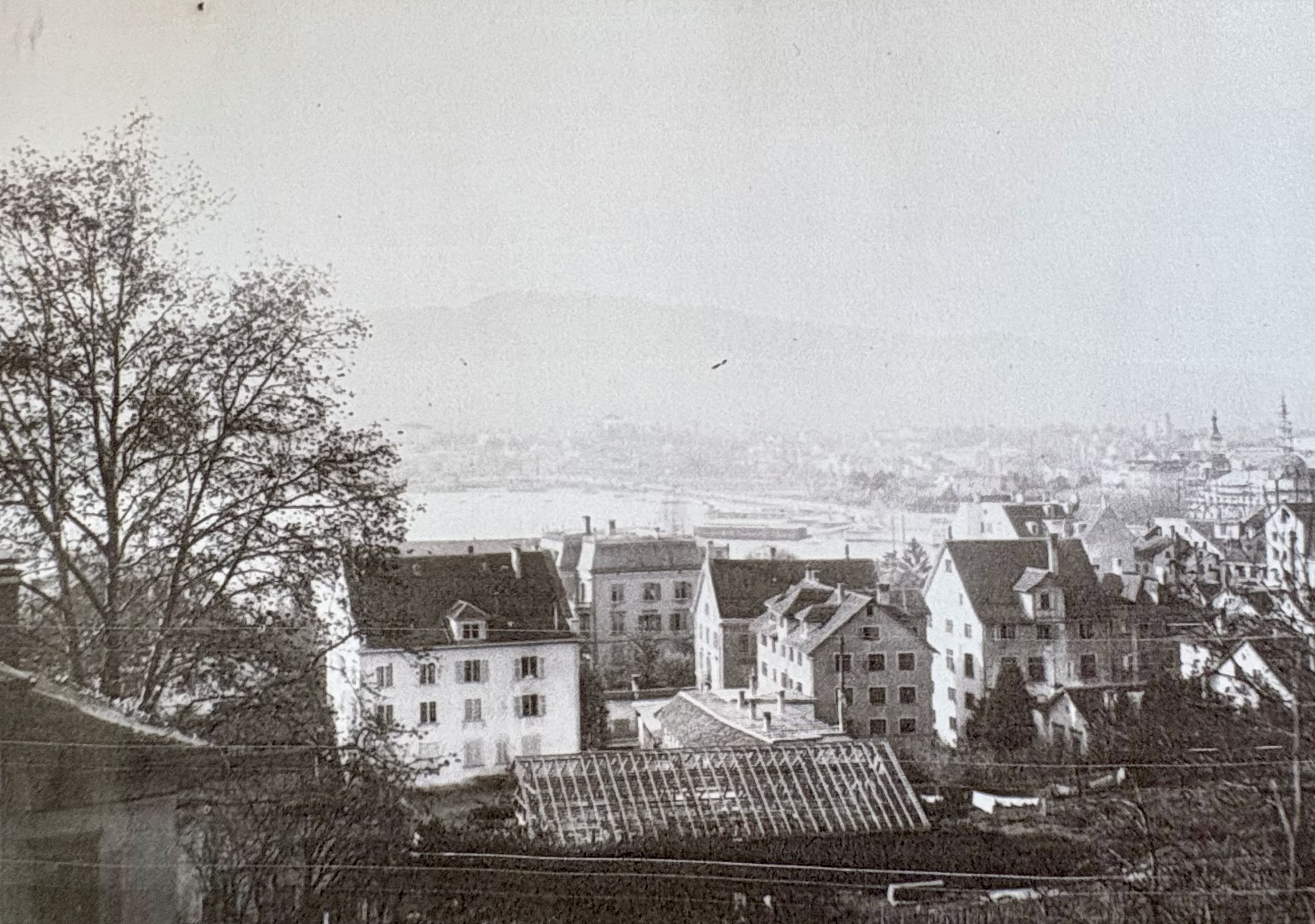
Stadelhoferstrasse 22 «Kleiner Baumwollenhof»
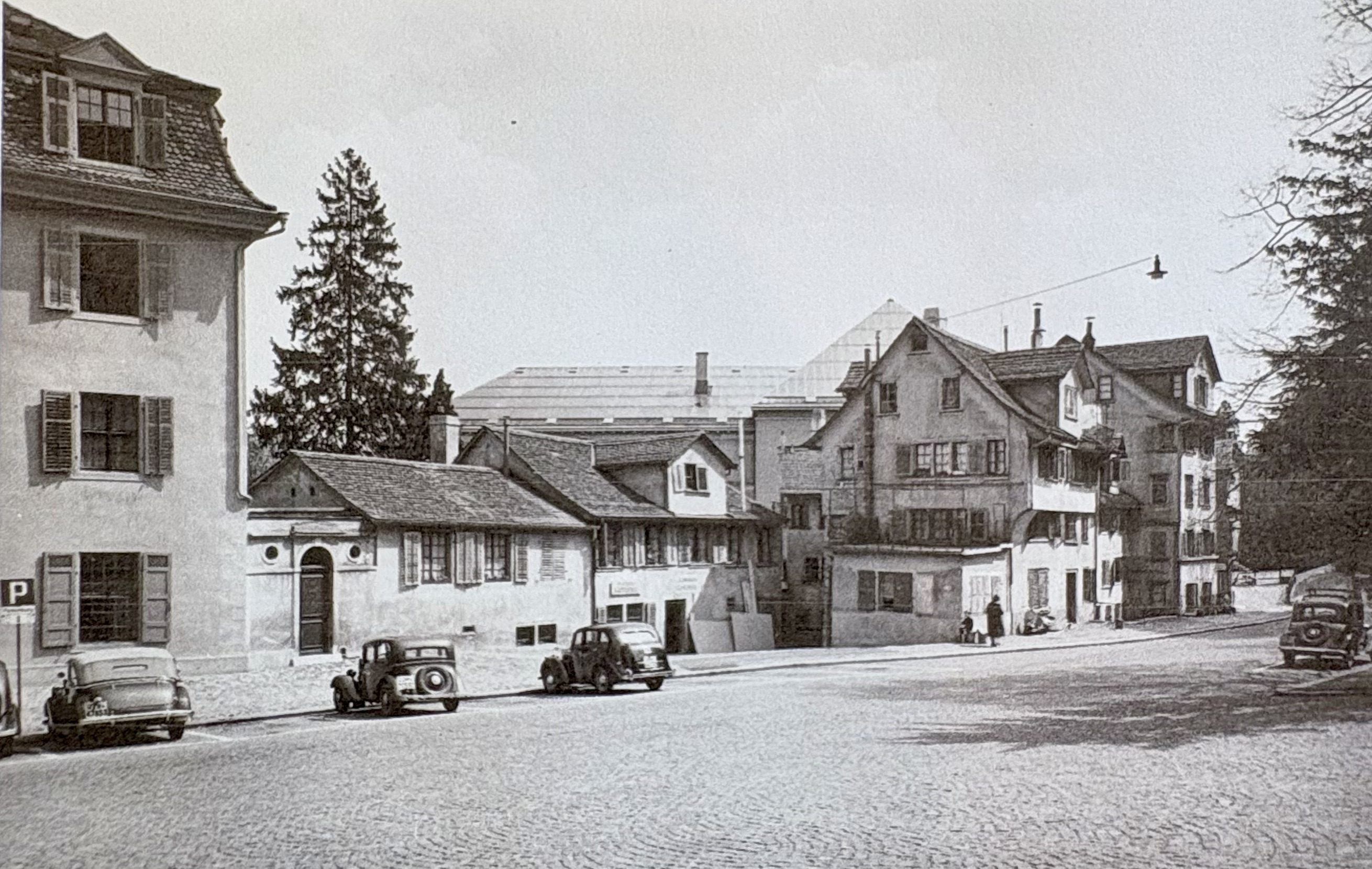
Hirschengraben 10 «Zum liegenden Hirschli»
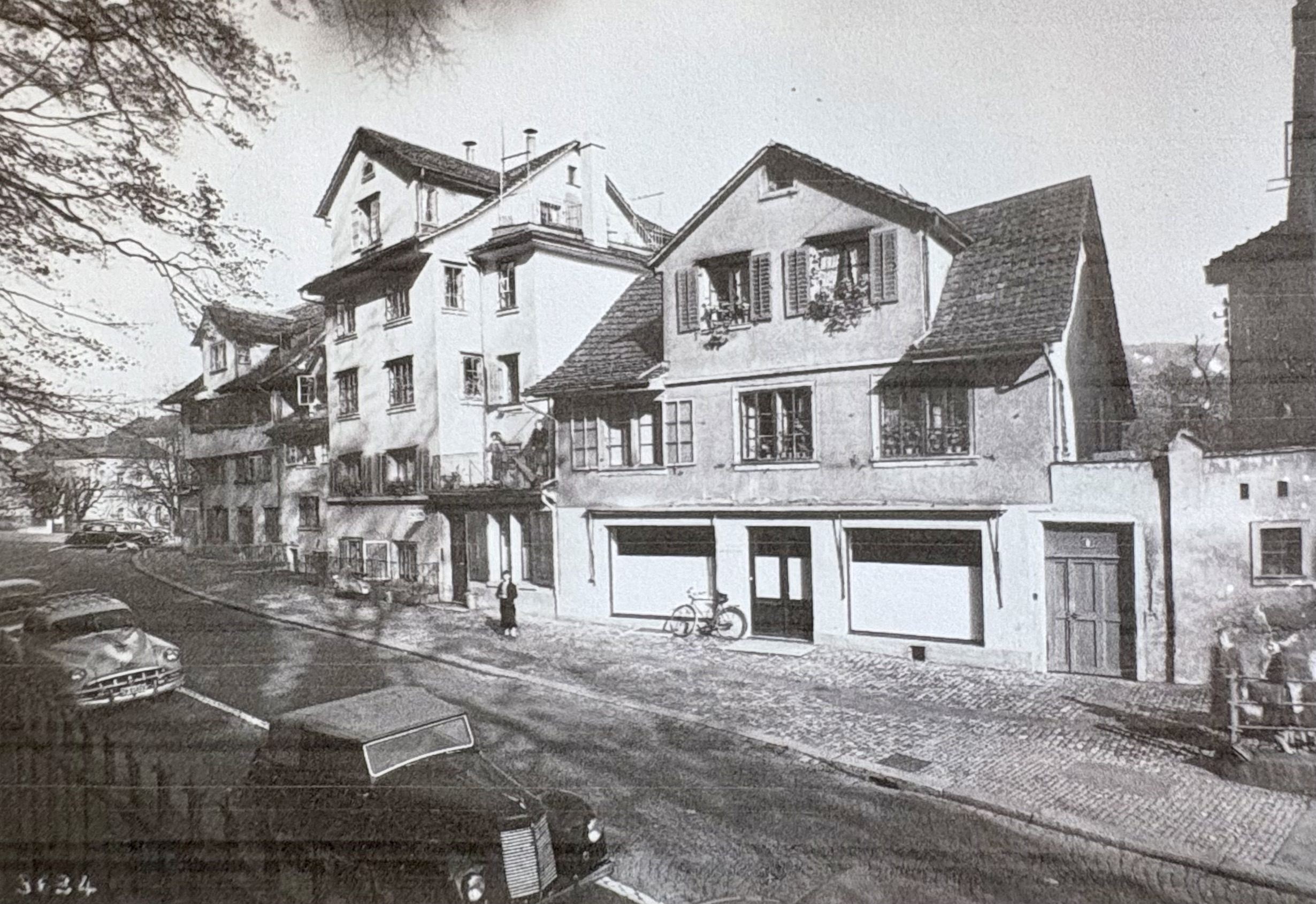
Hirschengraben 6 «Bremerhaus»
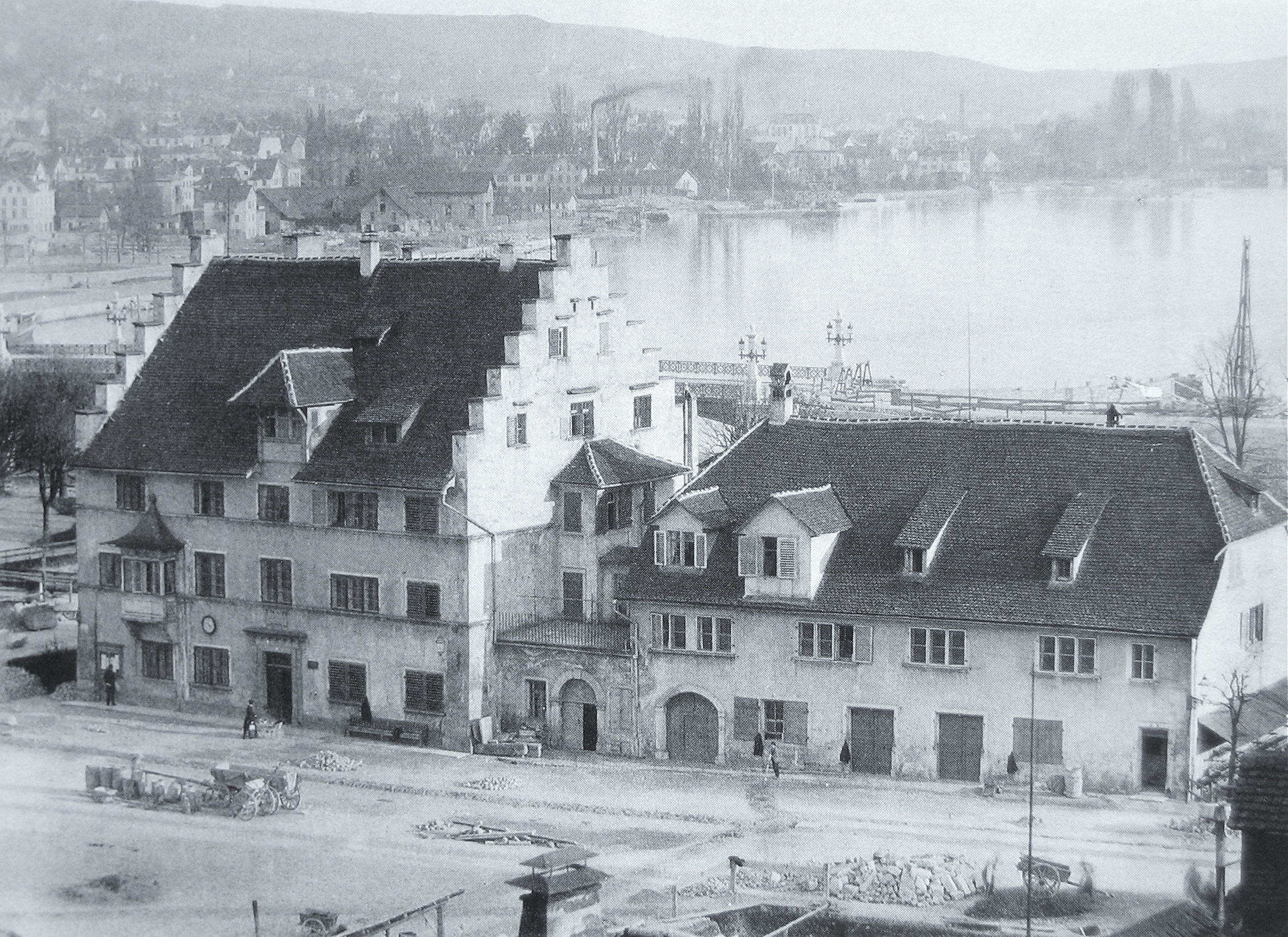
Altes Stadthaus «Bauhaus»

### Bremer Zeit
Spyris Mutter war verwandt mit dem Bremer Theologen Johann Wichelhausen (1773–1838) und über ihren Ehemann befreundet mit dem Bremer Juristen Hans Heinrich Spöndlin (1812–1872) und dem Pastor der Liebfrauenkirche Bremen, Cornelius Rudolph Vietor (1814–1897). Dieser regte Johanna Spyri als Erster zum Schreiben an. Sie besuchte ihn in Bremen, und Vietor hielt sich öfters in Zürich auf; und er gab seine Töchter für ein Jahr in die Familie Spyri. Pastor Vietor veranlasste sie, einige erbauliche Erzählungen in Bremen durch die Druckereien Hilgerloh und dann C. E. Müller drucken zu lassen und zu veröffentlichen. Ihre erste Erzählung Ein Blatt auf Vrony’s Grab erschien 1871 in Bremen und wurde ein grosser Erfolg. Es ist die Geschichte über eine Frau, die von ihrem trunksüchtigen Mann misshandelt wird und sich betend in ihr Schicksal fügt, wie der Herr Pfarrer ihr geraten hat. Es folgten in Bremen die Geschichten Nach dem Vaterhaus, Aus früheren Tagen, Ihrer keins vergessen und Verirrt und gefunden. Die Erzählungen erschienen unter dem Pseudonym «J.S.» und waren nicht sonderlich erfolgreich.

### Frau Stadtschreiberin in Zürich
1875 wurde «Frau Stadtschreiber Spyri» in die Aufsichtskommission der Höheren Töchterschule in Zürich bestellt, wo sie bis 1892 tätig war.
Ihr erstes Kinderbuch Heimathlos enthielt die Erzählungen Am Silser- und am Gardasee und Wie Wiseli’s Weg gefunden wird und erschien 1878 bei F. A. Perthes in Gotha. Als Autorin war nicht Johanna Spyri angegeben, sondern «Von der Verfasserin von Ein Blatt auf Vrony’s Grab». Erstmals fand sich auf dem Umschlag die Anmerkung «Eine Geschichte für Kinder und auch für Solche, welche die Kinder lieb haben», welche auf fast allen Ausgaben Spyris zu finden ist.

### Erfolg mitHeidi
Kurz vor Weihnachten 1879 erschien ebenfalls bei F. A. Perthes Heidis Lehr- und Wanderjahre, das sofort zu einem grossen Erfolg wurde und Johanna Spyri einen sehr komfortablen Lebensabend ermöglichte. 1881 folgte der zweite Band Heidi kann brauchen was es gelernt hat. Heidi wurde in mehr als 50 Sprachen übersetzt. Das Buch wurde mehrfach verfilmt. Umstritten ist die Behauptung des Germanisten Peter Büttner (2010), Johanna Spyri habe die Erzählung Adelaide, das Mädchen vom Alpengebirge (1830) von Hermann Adam von Kamp als Vorlage ihrer Heidi-Bücher verwendet.

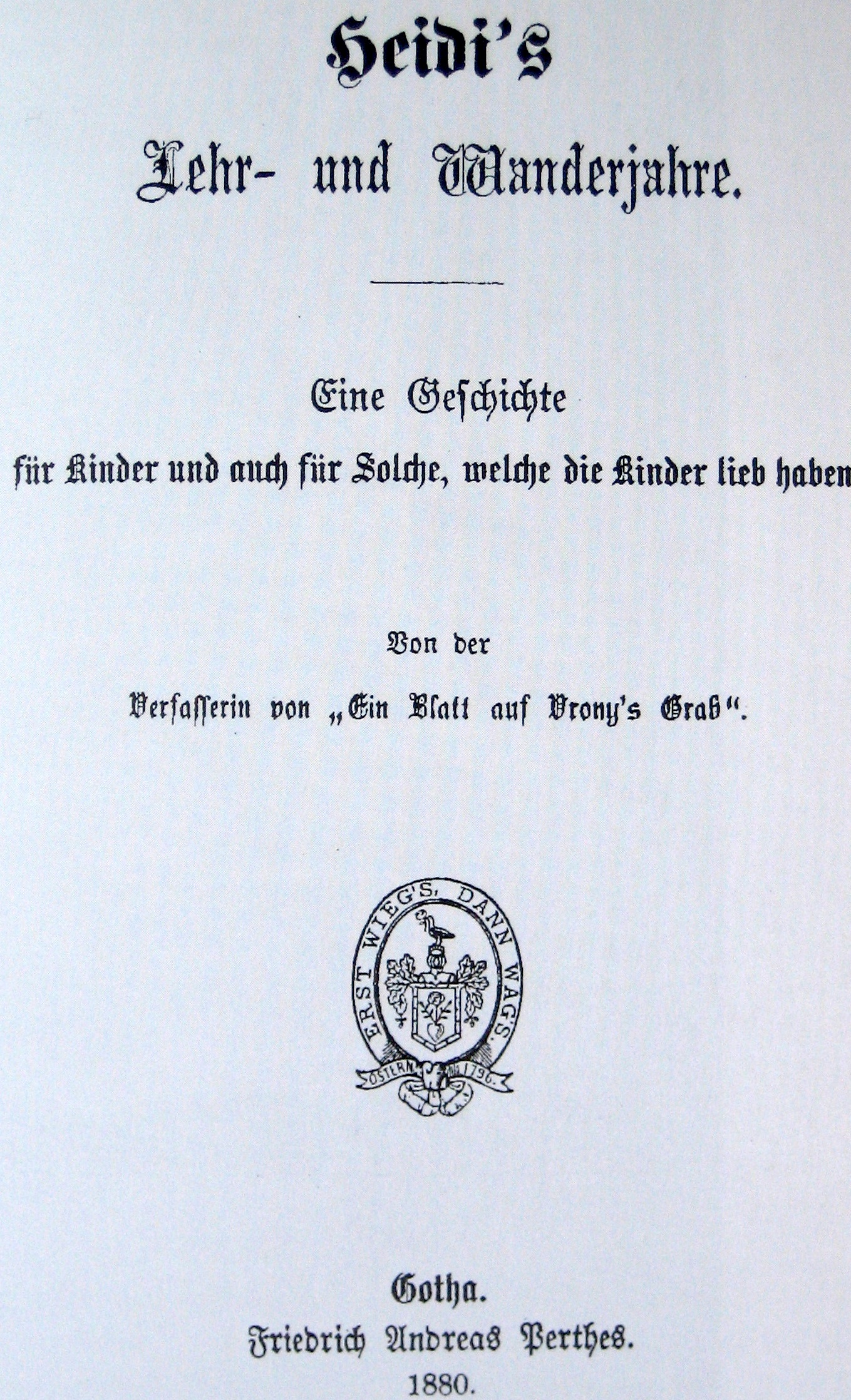
Erstausgabe von Heidi
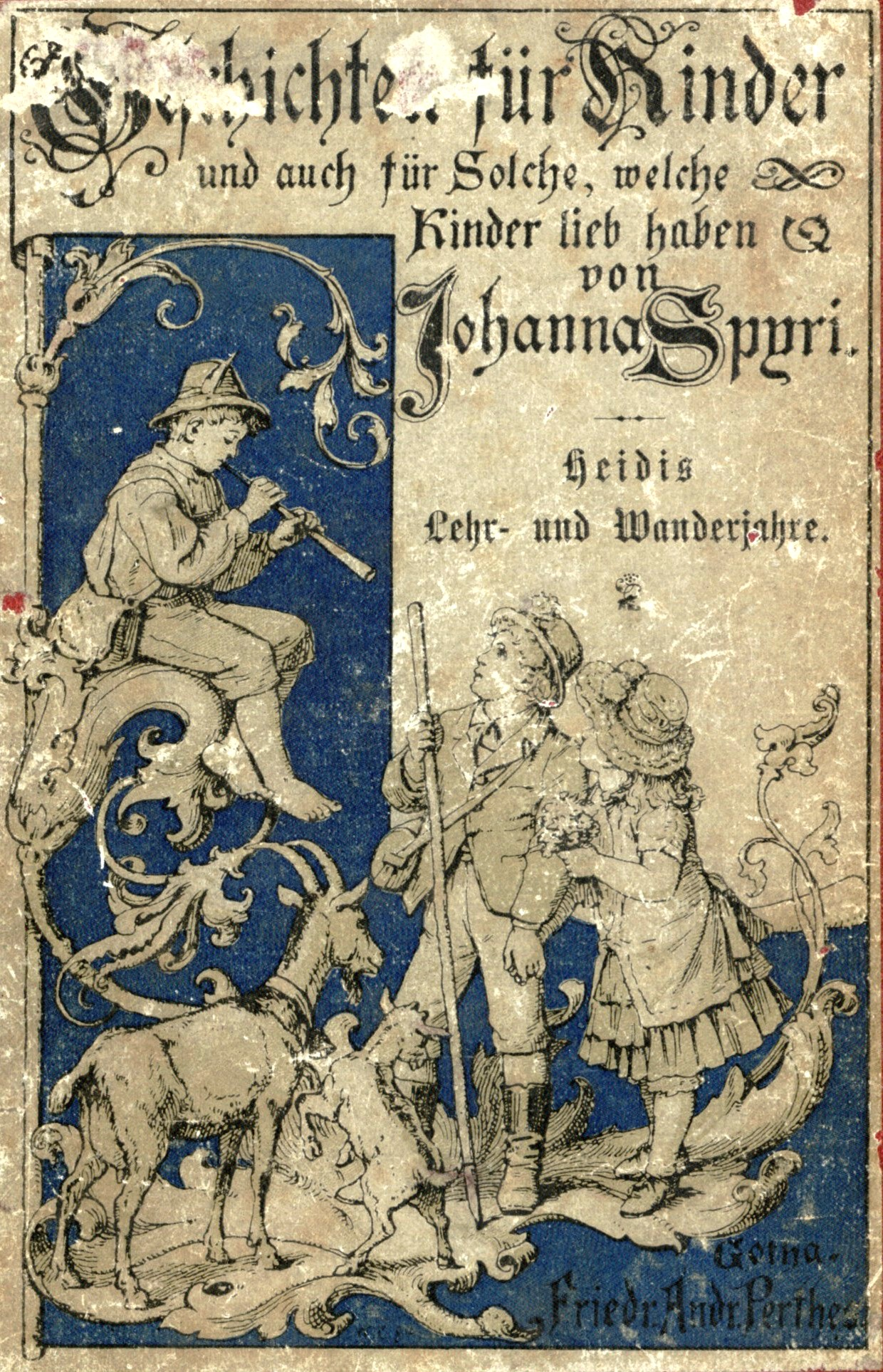
Titel einer Heidi-Ausgabe von 1887, Friedrich Andreas Perthes, Gotha
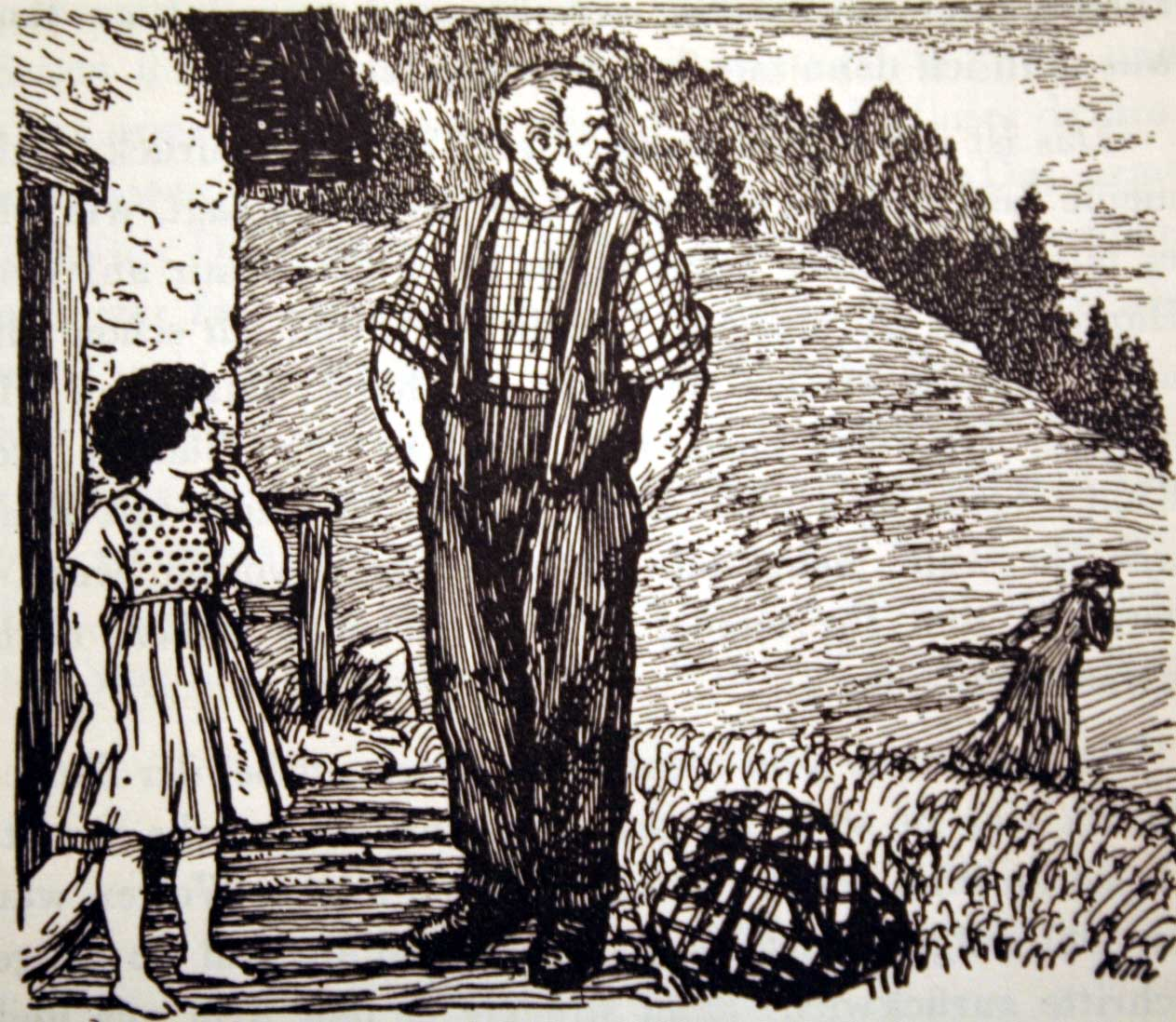
Illustration von Rudolf Münger, 1952

### Die letzten Jahre
Nach dem Tod ihres Mannes zog Spyri im April 1885 für ein Jahr an die Bahnhofstrasse 48, Ecke Augustinergasse, anschliessend in die «Escherhäuser» an den Zeltweg 9, wo sie bis zu ihrem Tod wohnte. Während ihrer letzten Lebensjahre schrieb und reiste sie viel. Mit Conrad Ferdinand Meyer hatte sie regelmässig freundschaftlichen Kontakt. Als sie 1901 an Krebs erkrankte, liess sie sich von der ersten Schweizer Ärztin Marie Heim-Vögtlin behandeln.
Johanna Spyri wurde auf dem Zürcher Friedhof Sihlfeld (Grab-Nr. PG 81210) beigesetzt.

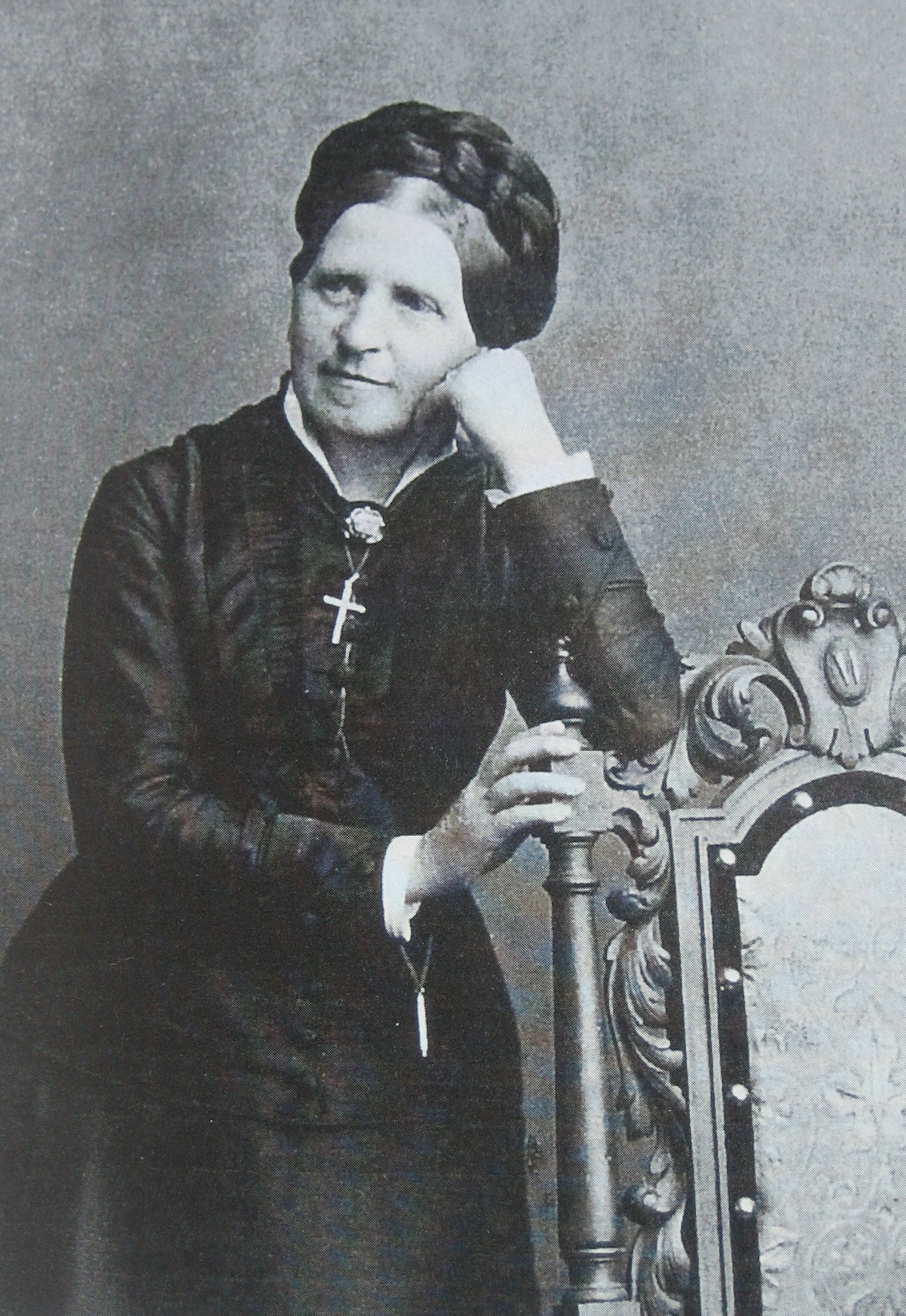
Johanna Spyri um 1890
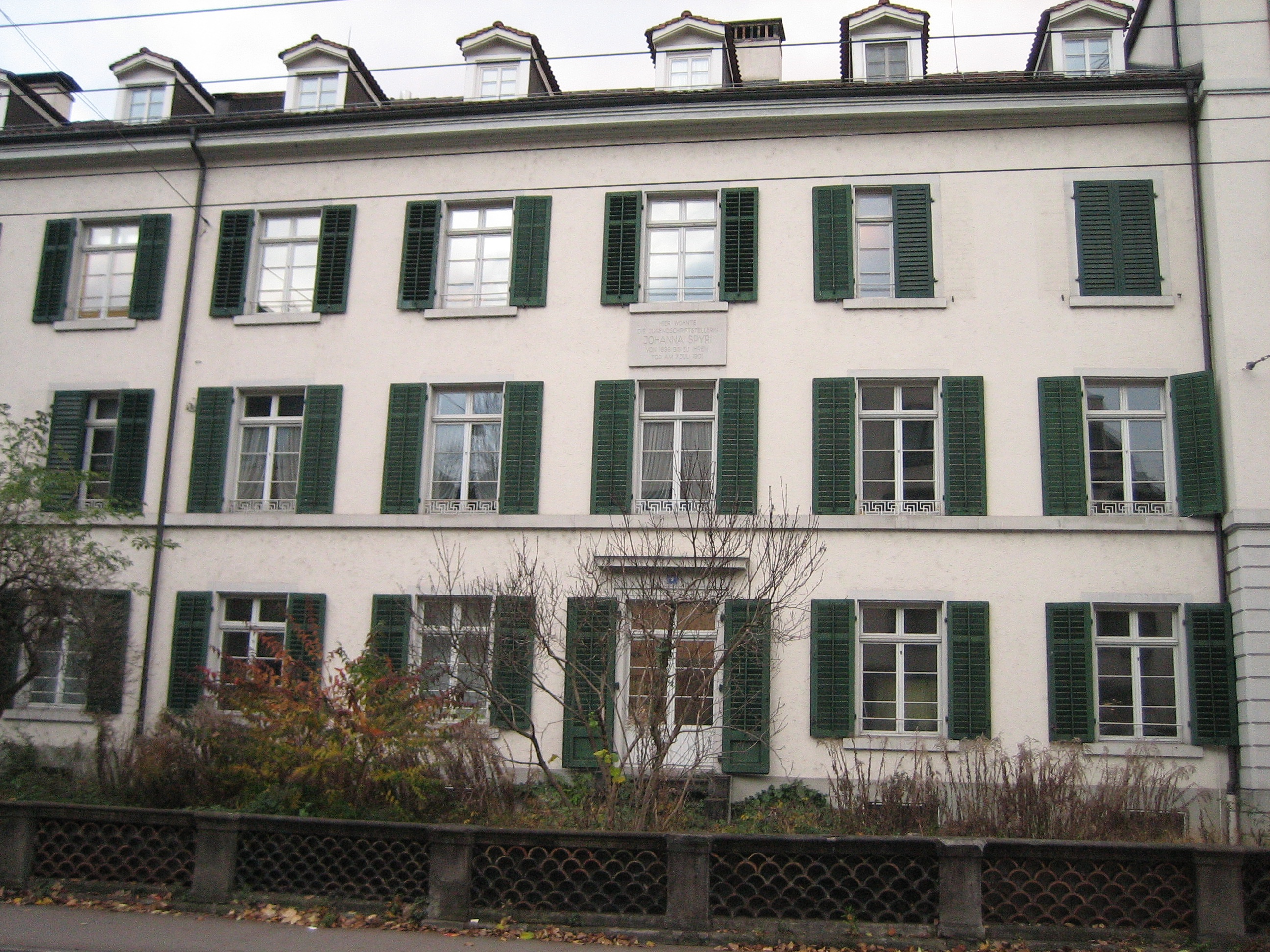
Spyris Wohnhaus am Zeltweg
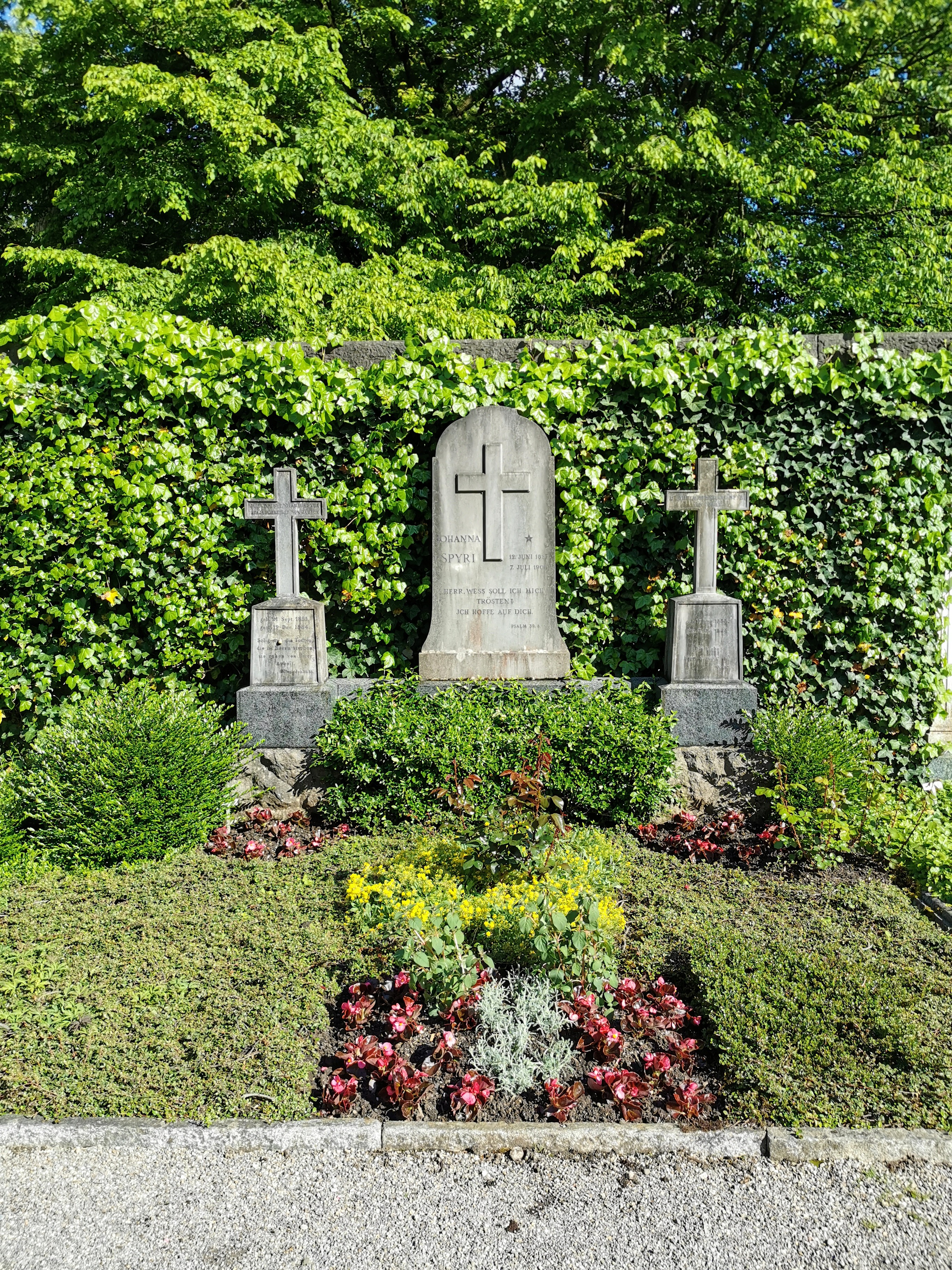
Grabstätte von Johanna Spyri auf dem Friedhof Sihlfeld

### Geschwister

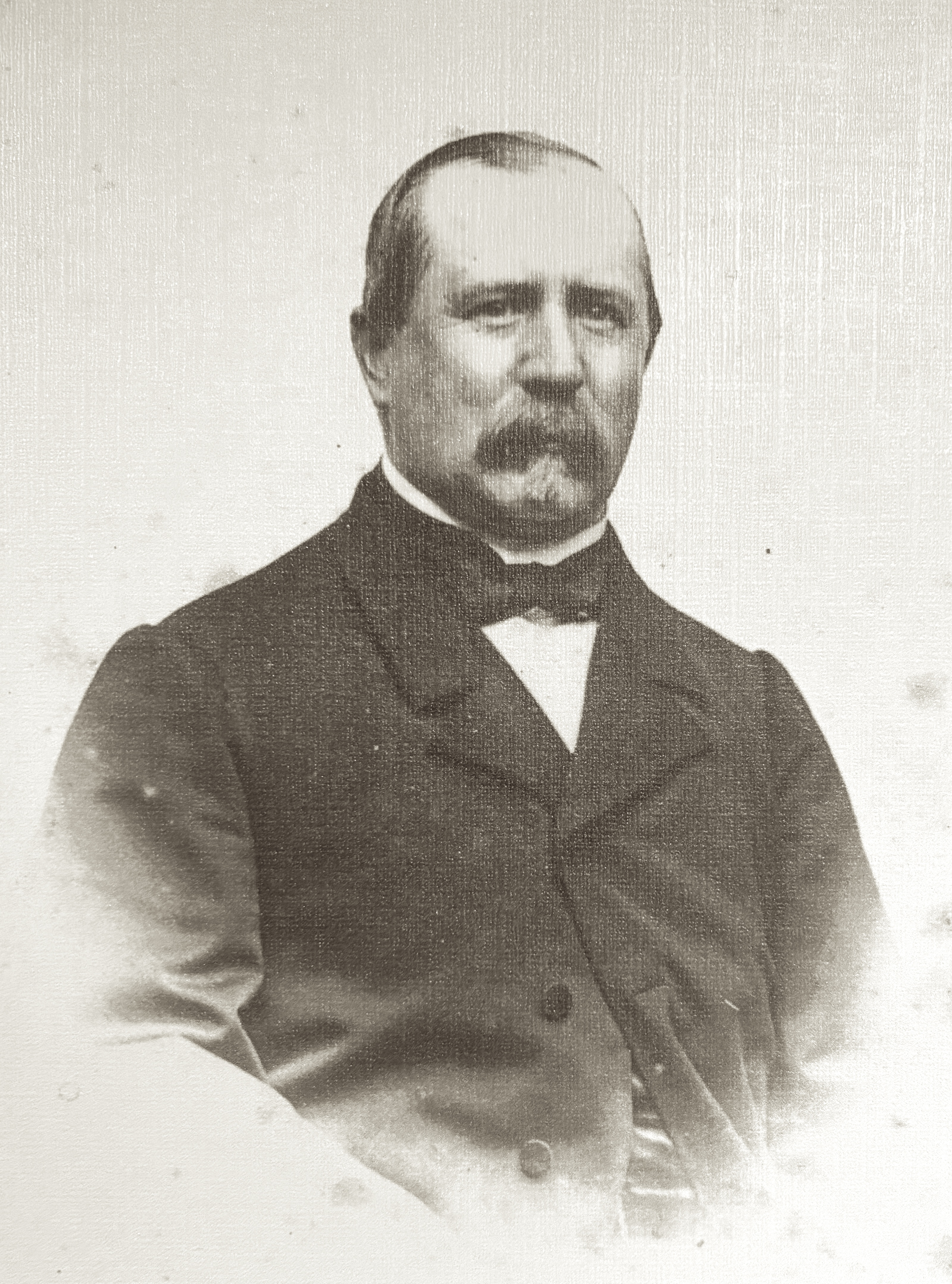
Theodor Diethelm, 1822–1893
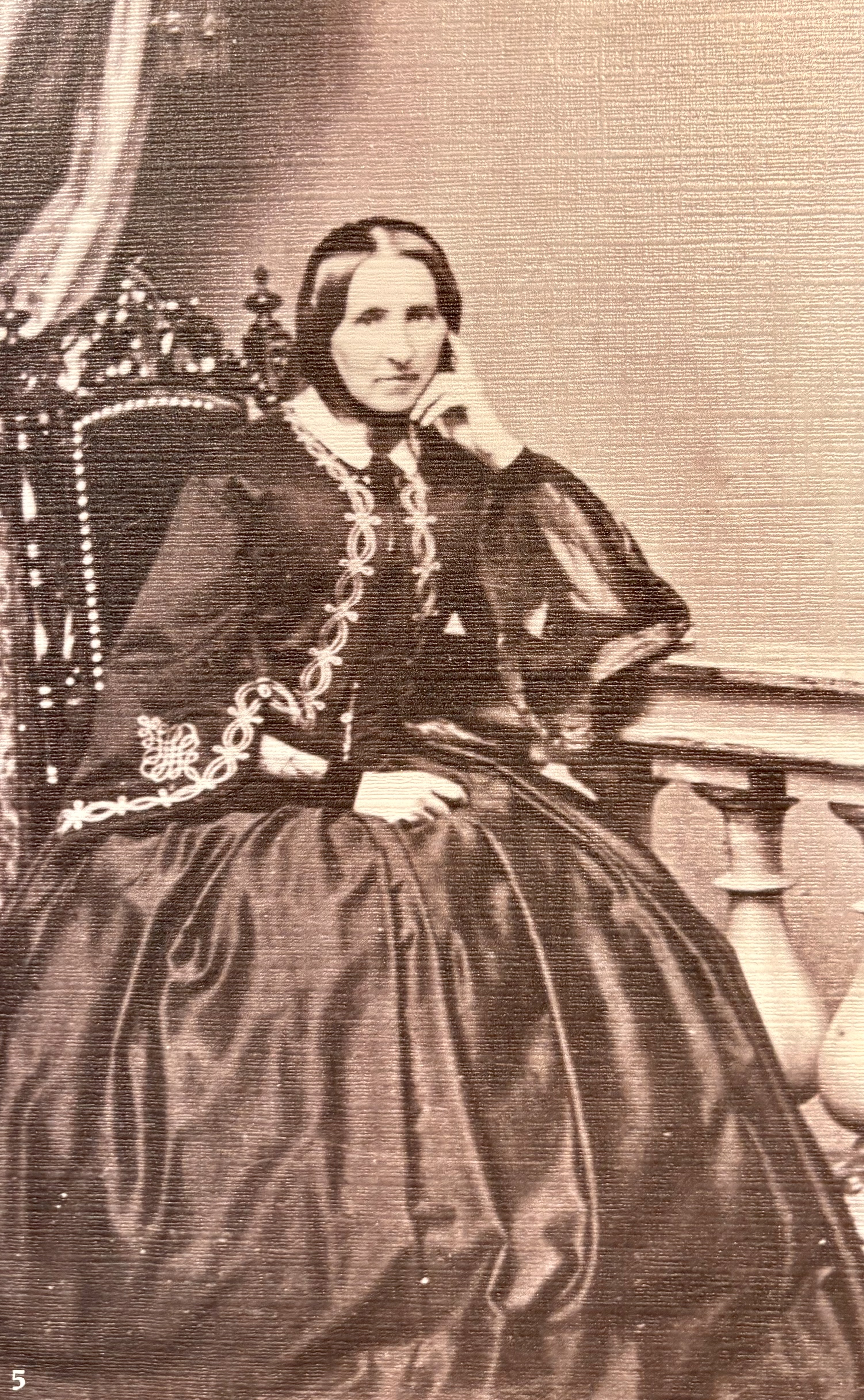
Anna Elisabetha, 1825–1907
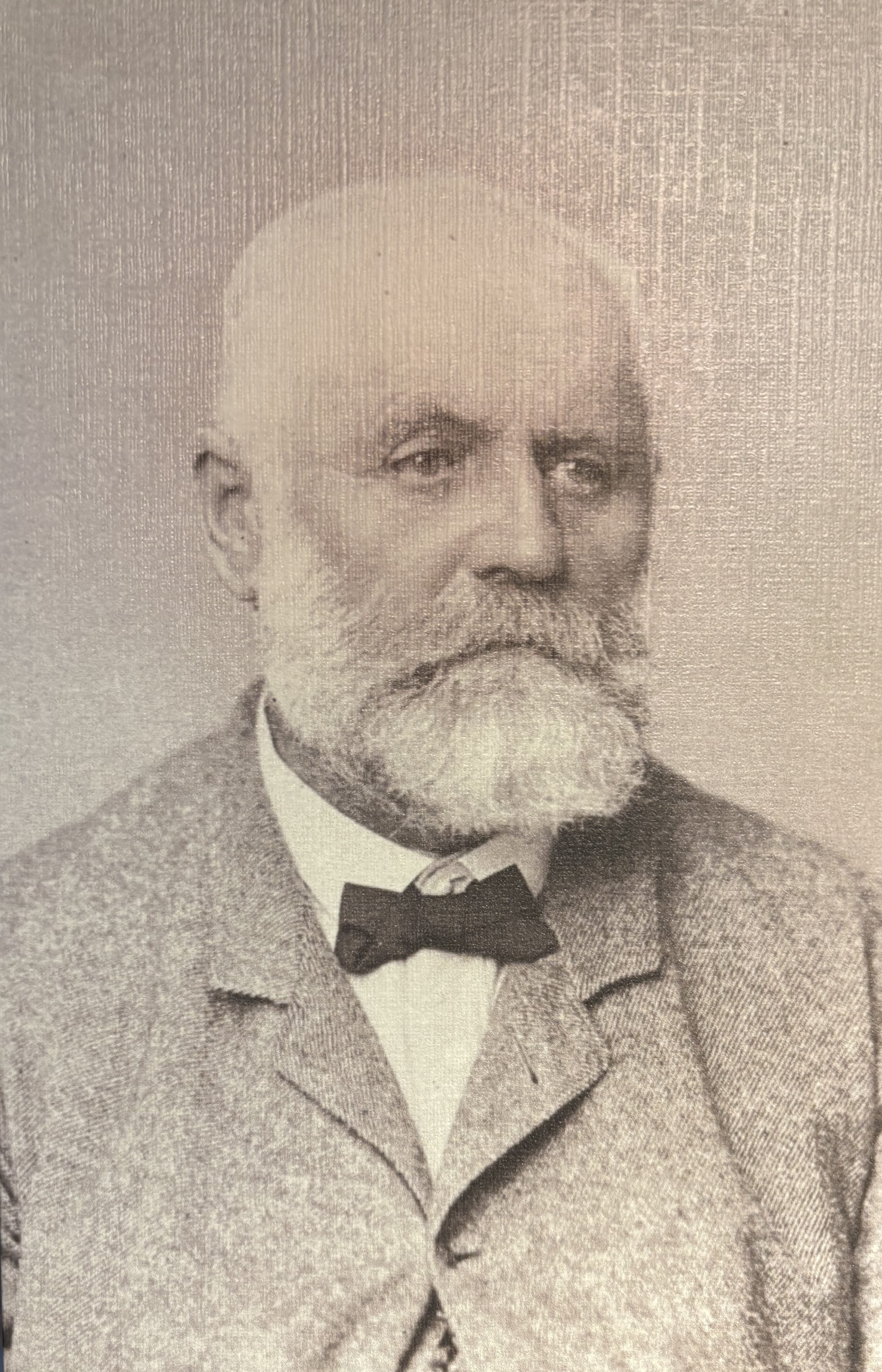
Jakob Christian, 1826–1909, Johannas Lieblingsbruder
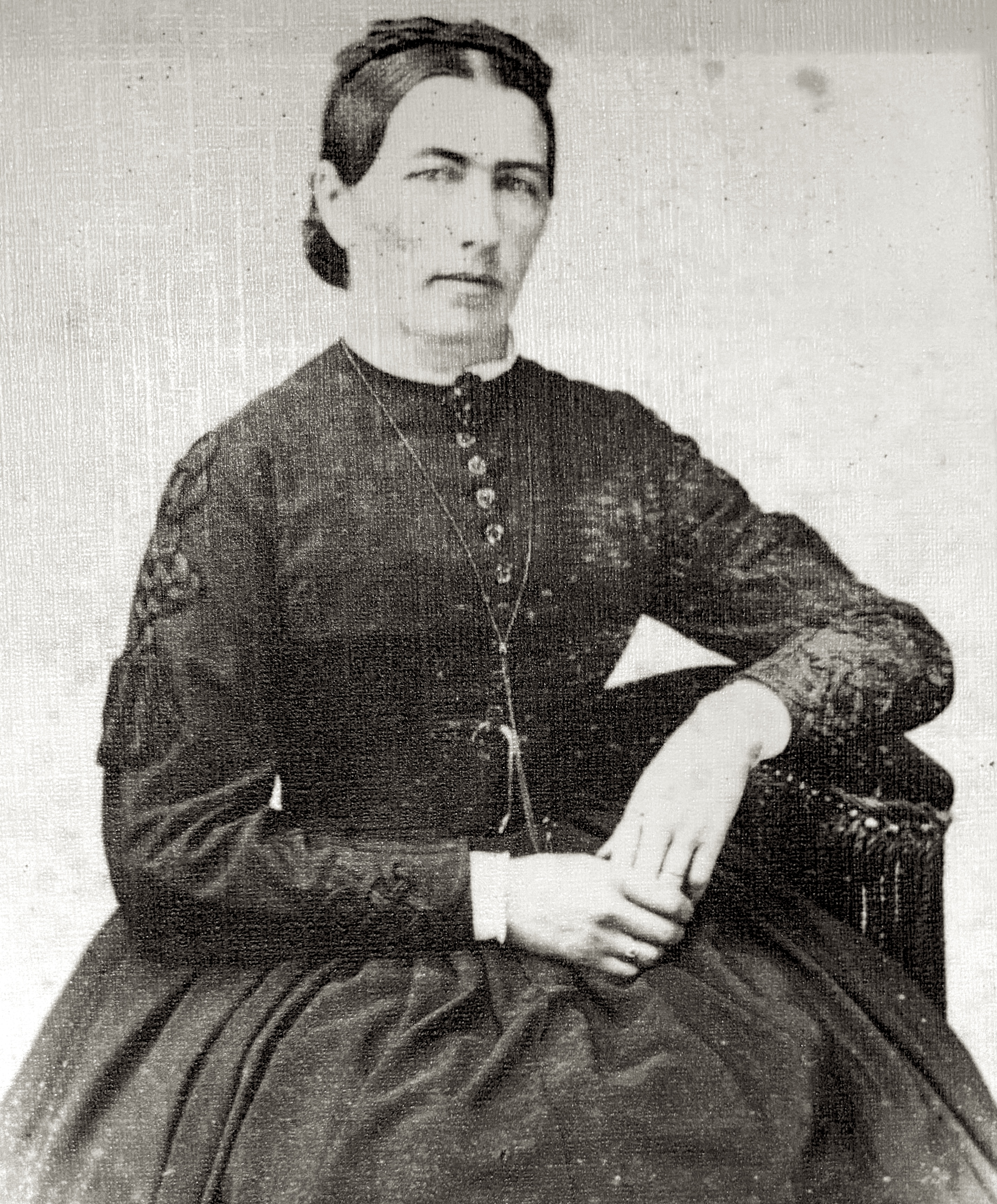
Regula Sophie, 1830–1919
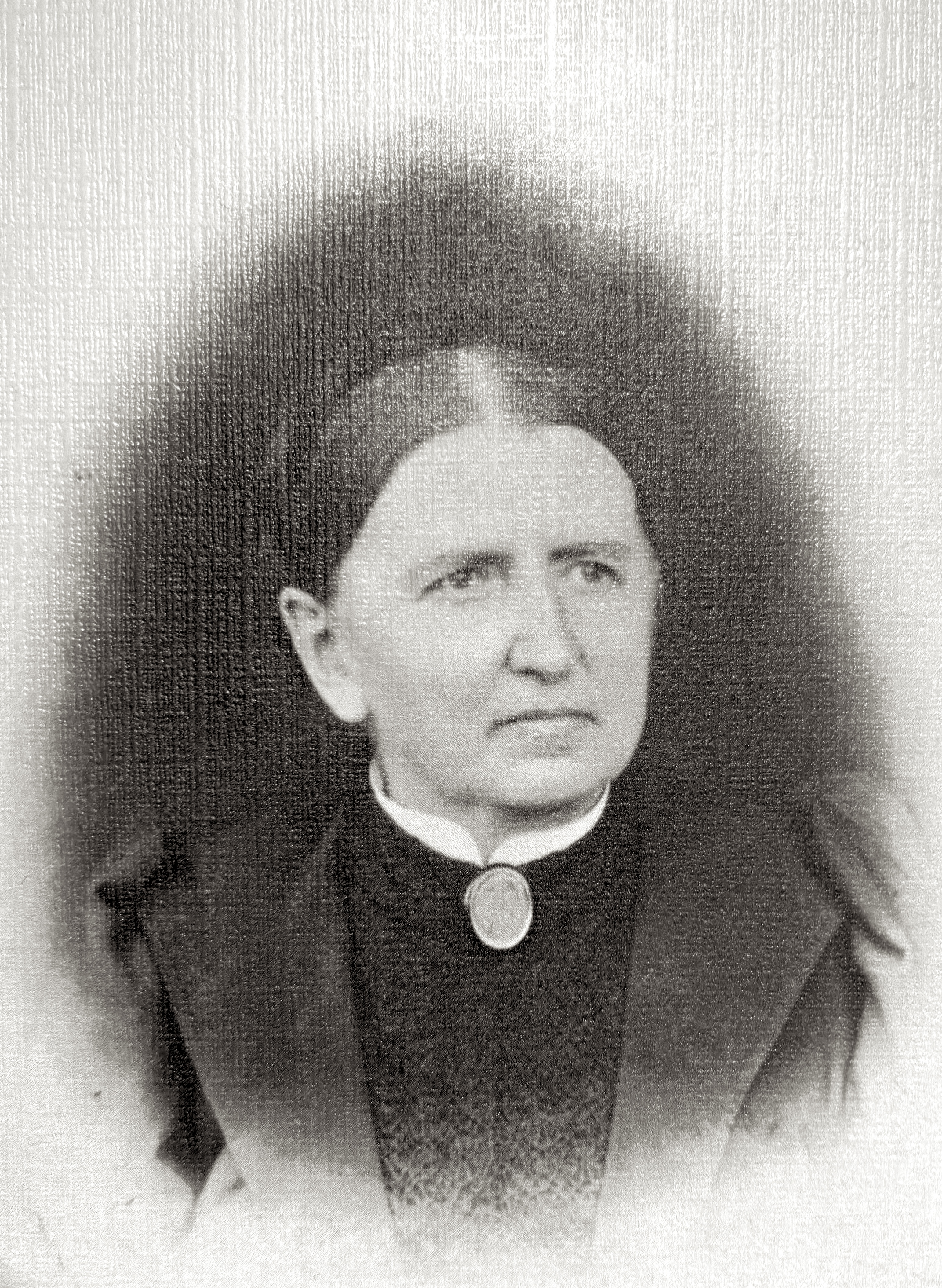
Meta Louise, 1836–1904

### Familie
- Ihr Ehemann Bernhard Spyri (* 21. September 1821; † 19. Dezember 1884 in Zürich), Sohn von Johann Bernhard Spyri aus Amlikon, 1844 Bürger von Hirzel, 1854 Bürger von Zürich, war Jurist, Anwalt und Redaktor der Eidgenössischen Zeitung. Er war zweimal im Kantonsrat und von 1859 bis 1868 Rechtskonsulent der Stadt Zürich.[6] An seiner Beerdigung im Zürcher Fraumünster drei Tage später würdigte der Zürcher Stadtpräsident Melchior Römer Spyris berufliches Wirken während seiner 25-jährigen Tätigkeit im Dienste der Stadt.[7]
- Ihr Sohn Bernhard Diethelm Spyri (* 17. August 1855 in Zürich; † 3. Mai 1884) studierte Rechtswissenschaften in Zürich, Leipzig und Göttingen, war Sekretär der Kaufmännischen Gesellschaft in Zürich und reiste 1881/1882 nach Argentinien zu seinem Onkel Christian Heusser, dem Bruder seiner Mutter. Schwer an Tuberkulose erkrankt, suchte er 1883/1884 Erholung am Lago Maggiore und in Pisa. Er starb im Alter von 28 Jahren.
- Ihre Nichte Emilie Kempin-Spyri (1853–1901) war die erste Schweizerin, die in der Schweiz als Juristin promoviert wurde und sich habilitierte. Als Frau durfte sie nicht als Anwältin praktizieren; sie zog nach New York, wo sie an einer von ihr gegründeten Rechtsschule für Frauen unterrichtete.
- Zu ihren heutigen Nachfahren zählt der Schweizer Künstler und Kurator Andreas Heusser.[8]

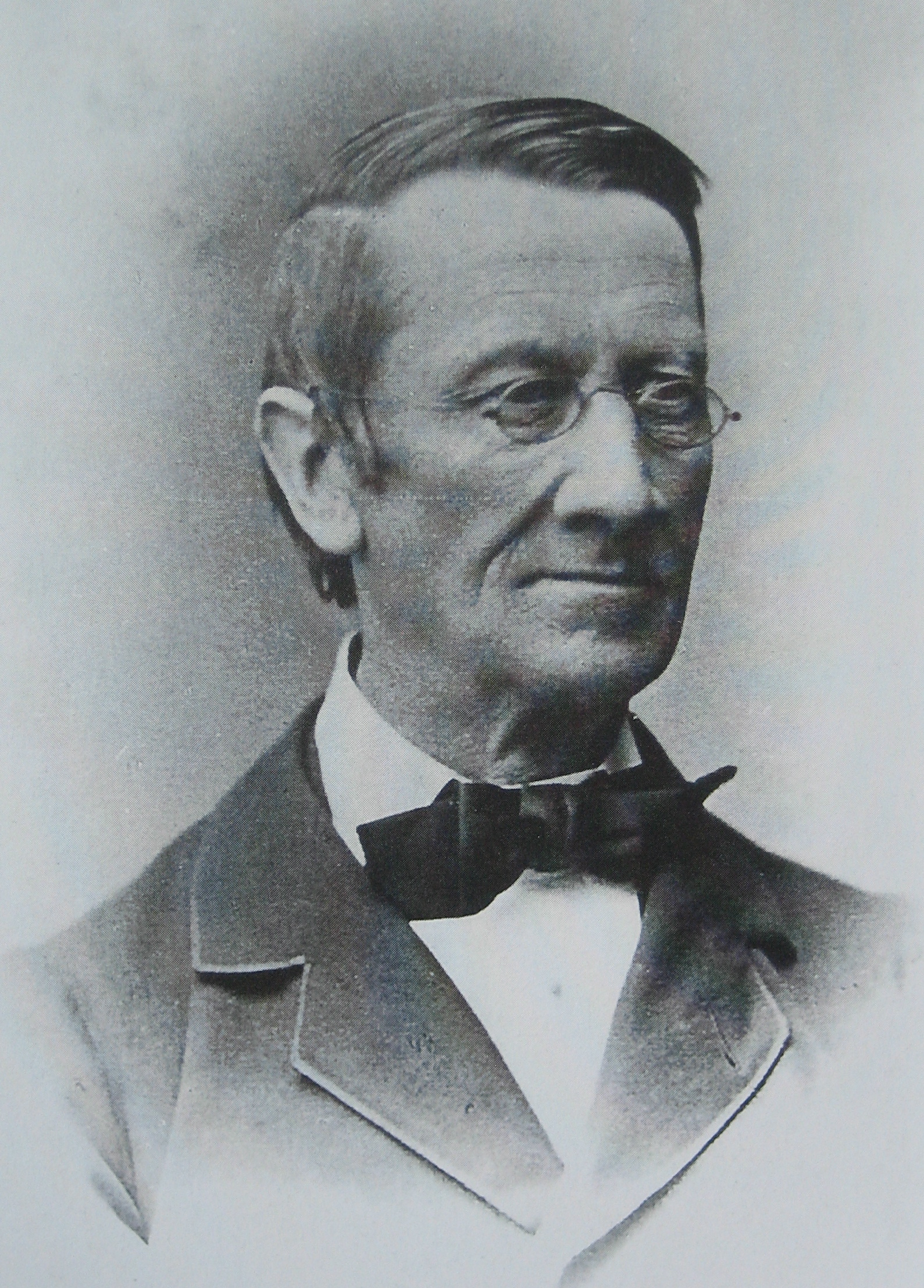
Bernhard Spyri
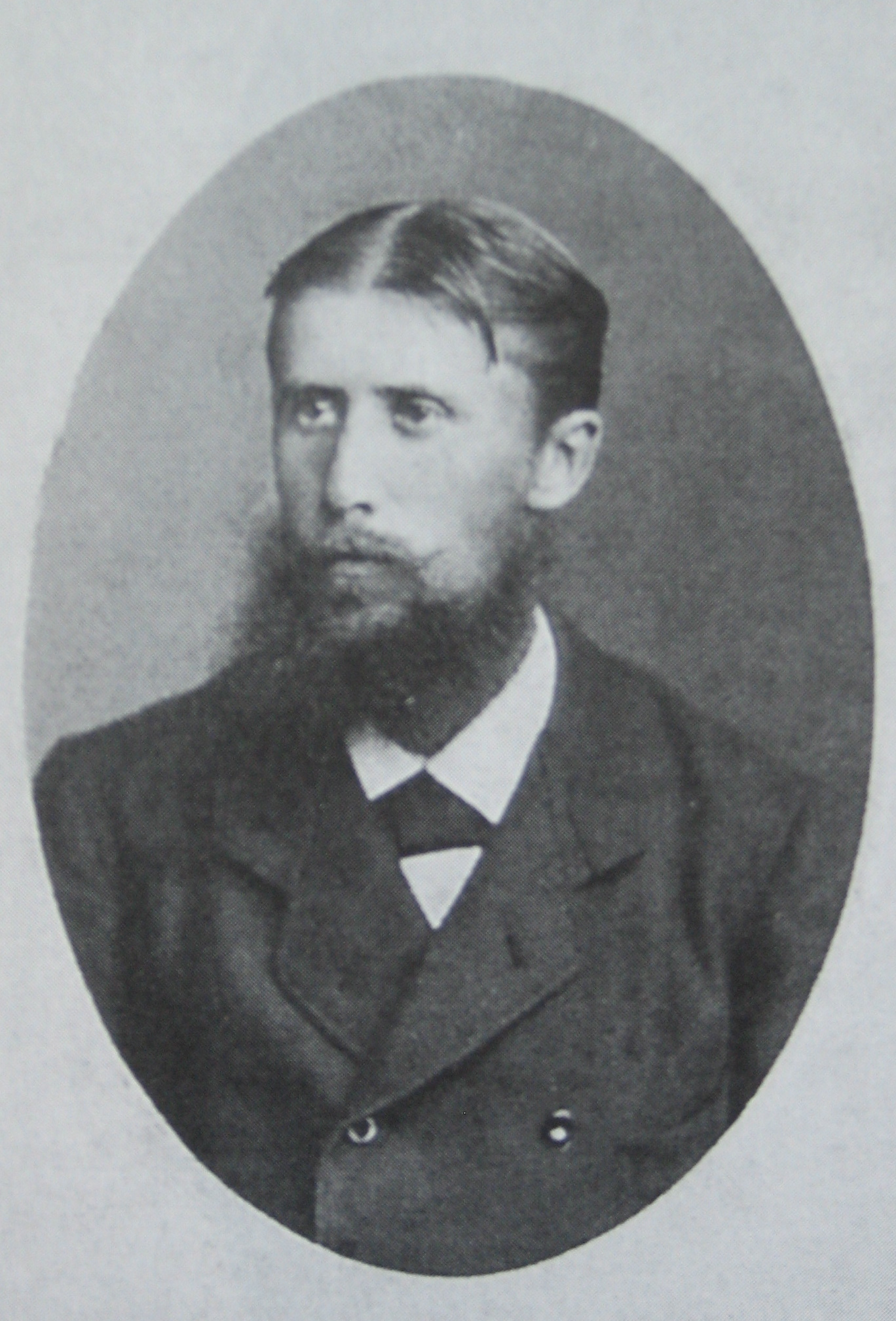
Bernhard Diethelm Spyri
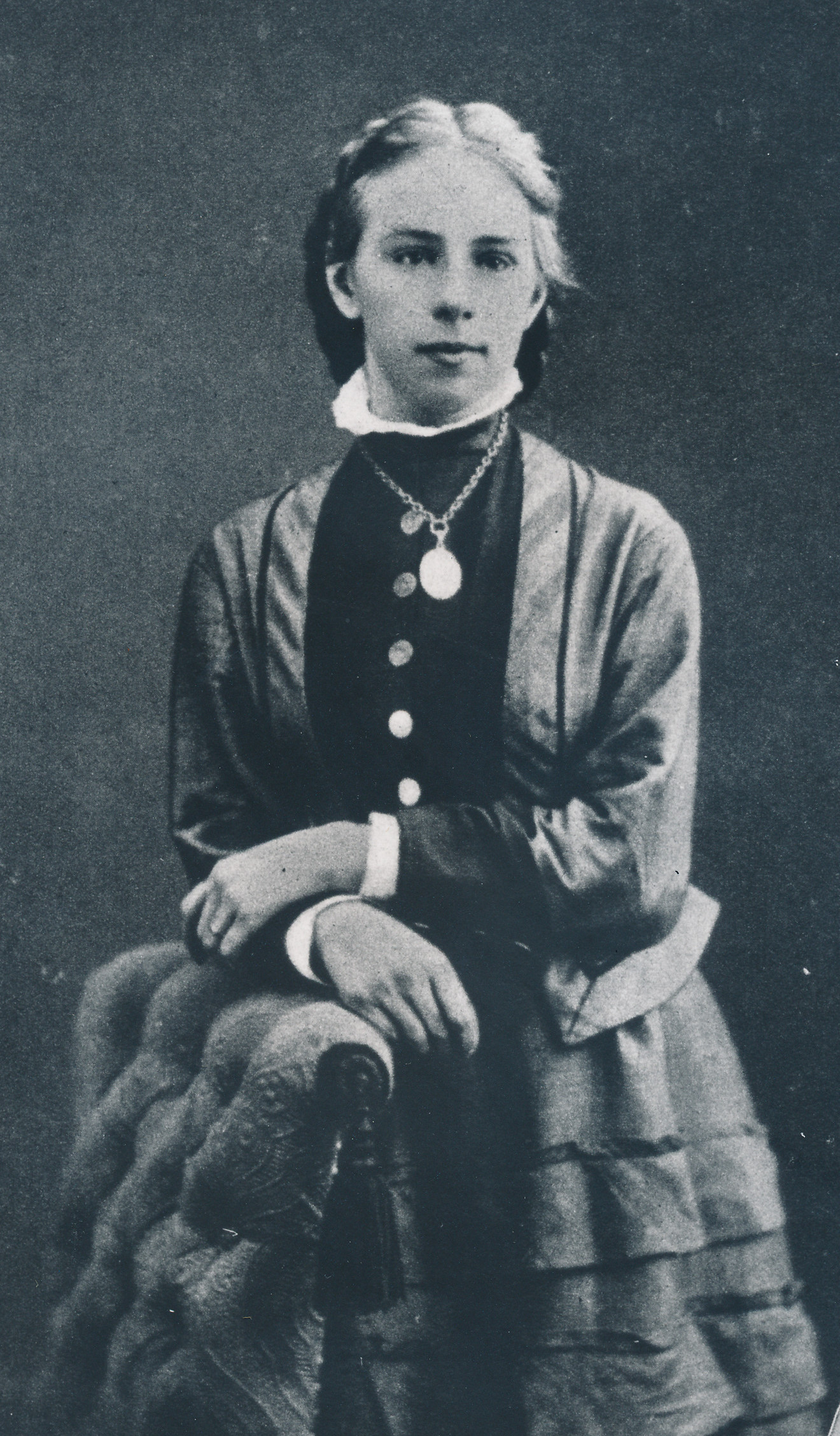
Emilie Kempin-Spyri, ca. 1885

## Werke

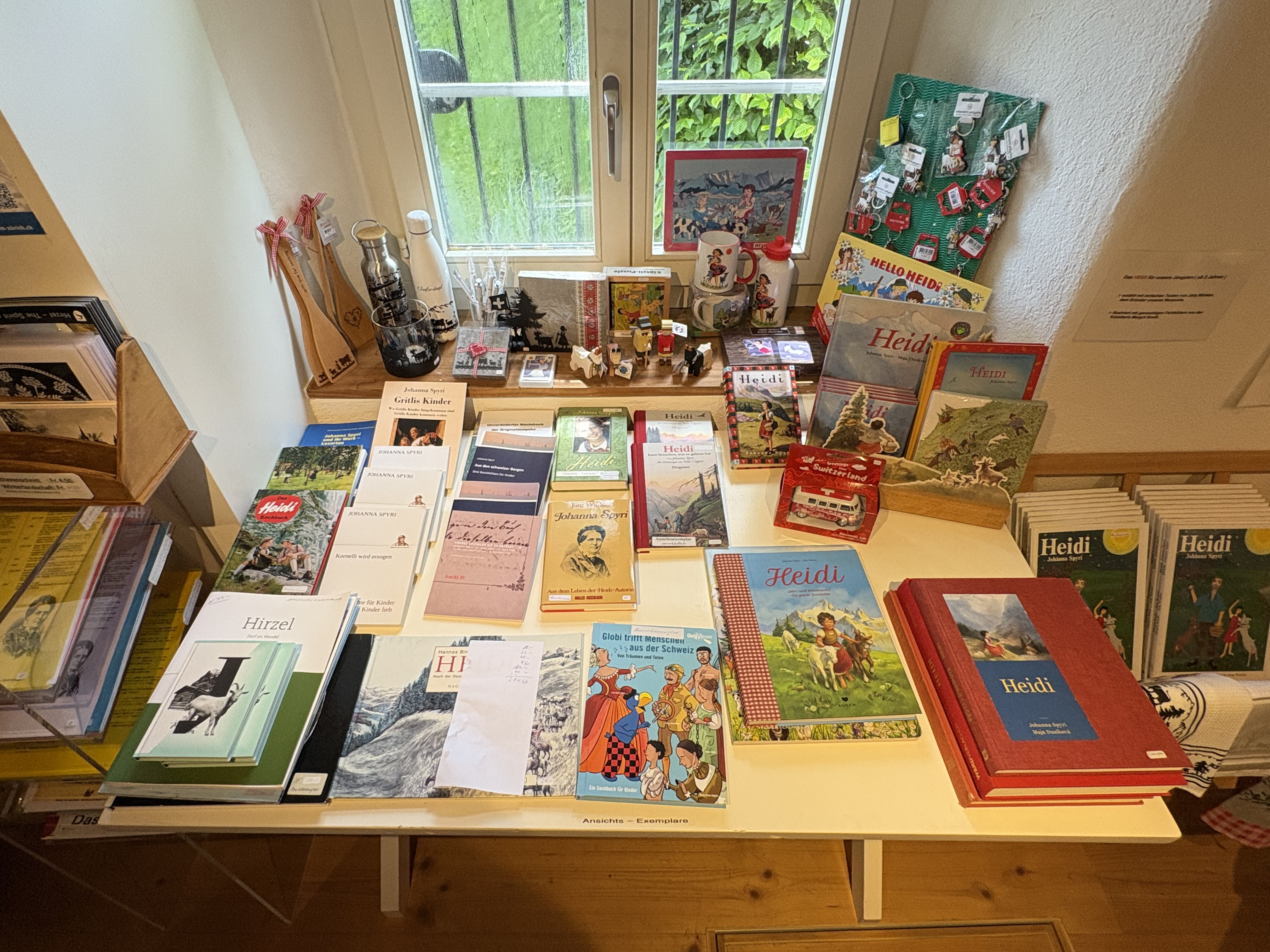
Heidi-Bücher im Johanna-Spyri-Museum in Hirzel ZH

In den dreissig Jahren von 1871 bis zu ihrem Tod veröffentlichte Spyri 31 Bücher, 27 Erzählbände und 4 Broschüren, insgesamt 48 Erzählungen. Ihr Nachlass wird im Johanna Spyri-Archiv beim Schweizerischen Institut für Kinder- und Jugendmedien (SIKJM) in Zürich aufbewahrt. Seit 2011 lagern über 1000 wertvolle Briefe, Manuskripte und Dokumente im Besitz des Archivs als Depositum in der Zentralbibliothek Zürich. Im Mai 2023 nahm die UNESCO das Johanna Spyri-Archiv und das Heidi-Archiv in Zürich in ihr Register des Weltdokumentenerbes auf. In der Liste der meistübersetzten deutschsprachigen Werke im Deutschen Buch- und Schriftmuseum liegt «Heidi» auf dem 5. Platz.
Viele ihrer Bücher und Texte werfen einen kritischen, nichts beschönigenden Blick auf die Schweiz und auf die Lebensbedingungen der Menschen während der frühen Industrialisierung. Besonders das Schicksal der Kinder und jungen Frauen lag ihr am Herzen. Ihre Texte sind deshalb nicht nur von literarischem, sondern auch sozialgeschichtlichem Interesse.

«In Zürich ist die Jugendschriftstellerin Johanna Spyri im Alter von 74 Jahren gestorben. Sie hatte sich in ihren Schriftwerken nur an Diejenigen gewandt, welche die Kunst naivgläubig genießen, an die Kinder und das Volk, und in diesem Reiche bedeutet ihr Hinscheiden einen überaus schmerzlichen Verlust. Wie die ‹N. Zürcher Ztg.› schreibt, ragte Johanna Spyri aus der großen Wasser-, beinahe möchte man sagen Sintfluth der Jugendliteratur der letzten Jahrzehnte mit ihren Jugendschriften so hoch empor, wie Gottfried Keller über die Großzahl der anderen Dichter seiner Zeit. Eine feinsinnige Frau mit starkem und tiefem religiösen Empfinden, war sie schon durch ihre poetische Natur von vornherein gegen die Behandlung solcher Stoffe gesichert, die sich nicht für die Jugend geeignet hätten. Den großen Conflicten und Nachtseiten des Lebens ging ihr frommes Auge wie ihr zarter Stift aus dem Wege. Sie zeigte sich in ihren zahlreichen Werken als eine geschickte Erzählerin mit echt poetischem, malerischem und plastischem Stil, der sich an den besten Mustern, offenbar auch an Gottfried Keller, geschult hatte. Manche ihrer Erzählungen sind nach Inhalt und Form eigentliche Kunstwerke. In ihrer großen Menschenliebe suchte sie gern die Stätte des Elends und der Armuth auf, um zu trösten, am liebsten aber suchte sie Reich und Arm zu versöhnen, zu zeigen, wie Alle auf einander angewiesen sind und deshalb sich gegenseitig brauchen und deshalb einander helfen müssen, die Jungen den Alten, die Reichen den Armen und umgekehrt.»

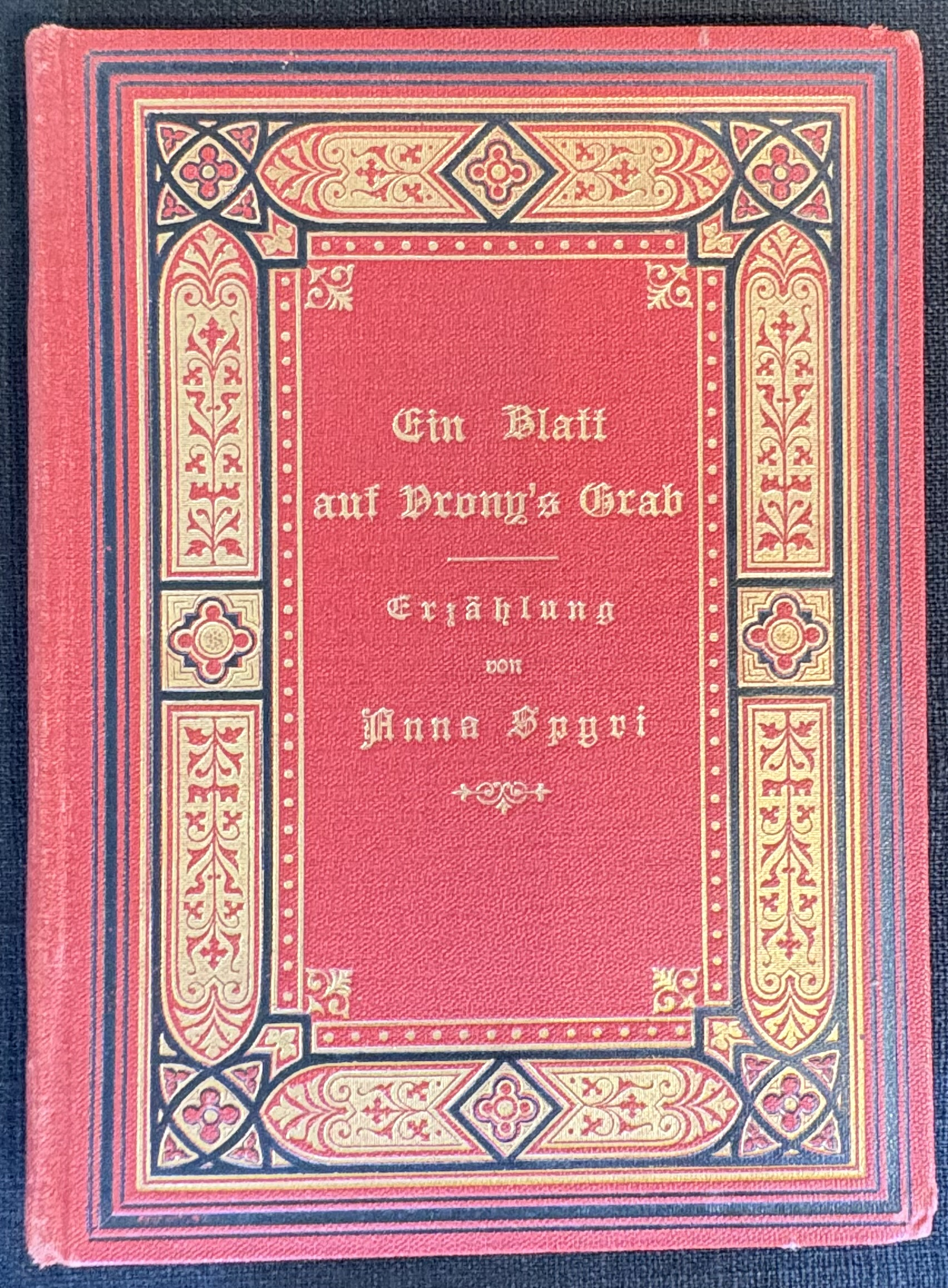
«Ein Blatt auf Vrony's Grab»

- 1871: Ein Blatt auf Vrony’s Grab (4. Aufl. Bremen anno 1883 online – Internet Archive)
- 1872: Nach dem Vaterhause!
- 1873: Aus früheren Tagen.
- 1872: Ihrer Keines vergessen.
- 1872: Verirrt und gefunden (Aus dem Leben) (Erzählband)
  - Verirrt und gefunden. Frühe Erzählungen, Neuausgabe Hofenberg, Berlin 2020, ISBN 978-3-7437-3538-5.
- 1878: Heimathlos. (mit den Erzählungen Am Silser- und am Gardasee und Wie Wiseli’s Weg gefunden wird) (Digitalisat).
  - Heimatlos. Zwei Geschichten für Kinder und auch für solche, welche die Kinder lieb haben, Neuausgabe Hofenberg, Berlin 2015, ISBN 978-3-8430-2883-7.
- 1879: Aus Nah und Fern. (mit den Erzählungen Der Mutter Lied und Peppino, fast eine Räubergeschichte). (Digitalisat)
- 1879: Verschollen, nicht vergessen. Ein Erlebnis, meinen guten Freundinnen, den jungen Mädchen
- 1880: Heidi’s Lehr- und Wanderjahre. Digitalisat und Volltext im Deutschen Textarchiv.
  - Heidis Lehr- und Wanderjahre / Heidi kann brauchen, was es gelernt hat, Neuausgabe Hofenberg, Berlin 2015, ISBN 978-3-8430-9760-4.
- 1880: Im Rhonethal
  - Im Rhonetal, Neuausgabe Hofenberg, Berlin 2017, ISBN 978-3-7437-0955-3.
- 1880: Aus unserem Lande. (mit den Erzählungen Daheim und wieder drauẞen und Wie es in Waldhausen zugeht) (Digitalisat).
- 1881: Am Sonntag[13], (Digitalisat).
- 1881: Heidi kann brauchen, was es gelernt hat. (Digitalisat).
  - Heidis Lehr- und Wanderjahre / Heidi kann brauchen, was es gelernt hat, Neuausgabe Hofenberg, Berlin 2015, ISBN 978-3-8430-9760-4.
- 1881: Ein Landaufenthalt von Onkel Titus. (Digitalisat).
- 1882: Kurze Geschichten für Kinder und auch für Solche, welche die Kinder lieb haben. (mit den Erzählungen Beim Weiden-Joseph (Digitalisat), Rosen-Resli (Digitalisat), Der Toni von Kandergrund (Digitalisat), Und wer nur Gott zum Freunde hat, dem hilft er allerwegen! und In sicherer Hut)
  - Rosenresli. Fünf Geschichten für Kinder, Neuausgabe Hofenberg, Berlin 2019, ISBN 978-3-7437-3250-6.
- 1883: Zwei Volksschriften (mit den Texten Ein goldener Spruch und Wie einer dahin kam, wo er nicht hin wollte), (Digitalisat).
- 1883: Wo Gritlis Kinder hingekommen sind. books.google
- 1884: Gritlis Kinder kommen weiter. (Digitalisat).
  - beide vorgenannten Bücher ungekürzt in einem Band: Gritlis Kinder. Droemersche Verlagsanstalt Th. Knaur Nachf., München/Zürich 1957.
  - Gritlis Kinder: Wo Gritlis Kinder hingekommen sind / Gritlis Kinder kommen weiter, Neuausgabe Hofenberg, Berlin 2017, ISBN 978-3-7437-0957-7.
- 1885: Aus dem Leben eines Advocaten
- 1886: Kurze Geschichten für Kinder und auch für Solche, welche die Kinder lieb haben. Zweiter Band. (mit den Erzählungen Moni der Geissbub (Digitalisat), Was der Grossmutter Lehre bewirkt (Digitalisat), Vom This, der doch etwas wird, Am Felsensprung und Was Sami mit den Vögeln singt)
- 1887: Was soll denn aus ihr werden? Eine Erzählung für junge Mädchen. (Digitalisat).
- 1888: Artur und Squirrel. (Digitalisat).
  - Artur und Squirrel, Neuausgabe Hofenberg, Berlin 2017, ISBN 978-3-7437-0959-1.
- 1888: Aus den Schweizer Bergen. (mit den Erzählungen In Hinterwald, Die Elfe von Intra und Vom fröhlichen Heribli). (Digitalisat).
- 1889: Was aus ihr geworden ist. Eine Erzählung für junge Mädchen. – Später neu bearb. von Charlotte Gottschalk: Was aus Dori geworden ist, Hoch-Verlag 1956
- 1890: Einer vom Hause Lesa. Eine Geschichte für Kinder und auch für Solche, welche die Kinder lieb haben. (später auch unter dem Titel Die Kinder vom Lesahof. Das Lied des Berges, und Teil 2 des Originals unter Stefeli. Weitere Schicksale der Kinder vom Lesahof)
  - Einer vom Hause Lesa, Neuausgabe Hofenberg, Berlin 2023, ISBN 978-3-7437-4768-5.
- 1890: Cornelli wird erzogen (Gotha, Friedrich Andreas Perthes)
- 1891: Volksschriften von Johanna Spyri. Zweiter Band. (mit den Texten In Leuchtensee und Wie es mit der Goldhalde gegangen ist)
- 1892: Schloss Wildenstein.
  - Schloss Wildenstein. Eine Erzählung für die Jugend, Neuausgabe Hofenberg, Berlin 2019, ISBN 978-3-7437-3246-9.
- 1901: Die Stauffer-Mühle[14]
- Was Sami mit den Vögeln singt, Schweizerisches Jugendschriftenwerk (SJW), Heft 78.
- Wer Gott zum Freunde hat, SJW-Heft 79.
- Allen zum Trost, SJW-Heft 80.
- Lauris Krankheit, SJW-Heft 81/82.
- Vom This, der doch etwas wird, z. B. Band 10 der Geschichten für Jung und Alt im Volk, Perthes/Gotha.

## Nachlass, Dokumentensammlung
Johanna Spyri lehnte es stets ab, ihre Autobiografie zu veröffentlichen. Geschriebene Briefe verlangte sie von den Empfängern zurück und verfügte testamentarisch, dass alle ihre Unterlagen vernichtet werden sollten.
In Zürich befinden sich das Johanna Spyri-Archiv und das Heidi-Archiv. Beide Dokumentensammlungen wurden im Mai 2023 in das Weltkulturerbe aufgenommen.

### Johanna-Spyri-Archiv
Das Johanna-Spyri-Archiv des Schweizerischen Instituts für Kinder- und Jugendmedien (SIKJM) beherbergt die weltweit grösste Sammlung historischer Dokumente, Literatur, Objekte und Medien rund um Johanna Spyri. Die historischen und aktuellen Buchbestände, wissenschaftlichen Publikationen, Nachlässe und Objekte aus dem Medienverbund umfassen rund 85 Laufmeter. Das Johanna-Spyri-Archiv befindet sich in der Bibliothek des SIKJM in Zürich.

### Museum
In Spyris Geburtsort Hirzel ist im ehemaligen Dorfschulhaus das Johanna-Spyri-Museum untergebracht, das dem Leben und Wirken der Schriftstellerin gewidmet ist.

## Verfilmung ihrer Werke
Fernsehserien:
- 1974: Heidi (Anime), Anime-Serie von Isao Takahata nach den Heidi-Romanen ab 1880
- 1978: Heidi (Fernsehserie, 1978), 26-teilige Fernsehserie

Spielfilme:
- 1920: Heidi (1920), USA, Stummfilm, Regie: Frederick A. Thomson
- 1937: Heidi (1937), USA, sehr freie Romanadaption nach damaligen US-amerikanischen Wertevorstellungen
- 1952: Heidi (1952), CH, freie, aber nahe am Roman angelegte Adaption, erster deutschsprachiger Heidifilm
- 1954: Rosen-Resli, frei nach der Novelle von 1882
- 1955: Heidi und Peter, CH, Fortsetzung von Heidi (1952) frei nach dem 2. Heidi-Band
- 1965: Heidi (1965), A, Remake in Farbe des Schwarz-Weiss-Films von 1952
- 1968: Heidi kehrt heim USA/D
- 1978: The New Adventures of Heidi, USA, freie Romanadaption
- 1993: Heidi (1993), USA/A/LUX, freie Romanadaption
- 2001: Heidi (2001), CH, frei ins 21. Jahrhundert gesetzt
- 2005: Heidi (2005), GB, 104 min, Regie: Paul Marcus
- 2015: Heidi (2015, Film), CH/D, Regie: Alain Gsponer
- 2015: Heidi (2015, Fernsehserie), FR/AUS/D/BEL, computeranimierte Fernsehserie, Neuauflage des Anime